# Área metropolitana de Temuco

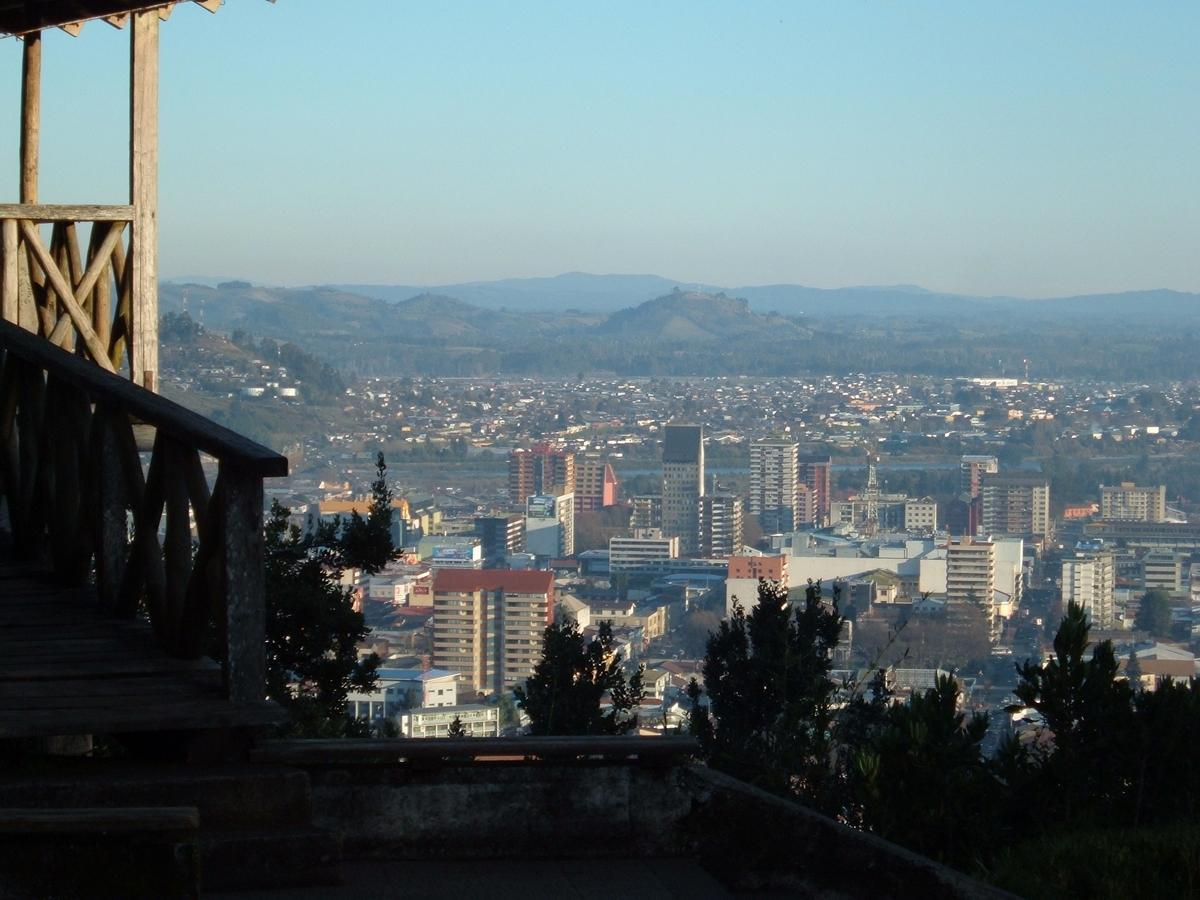
El cerro Ñielol es uno de los iconos de la ciudad, siendo el monumento natural más cercano a la ciudad.

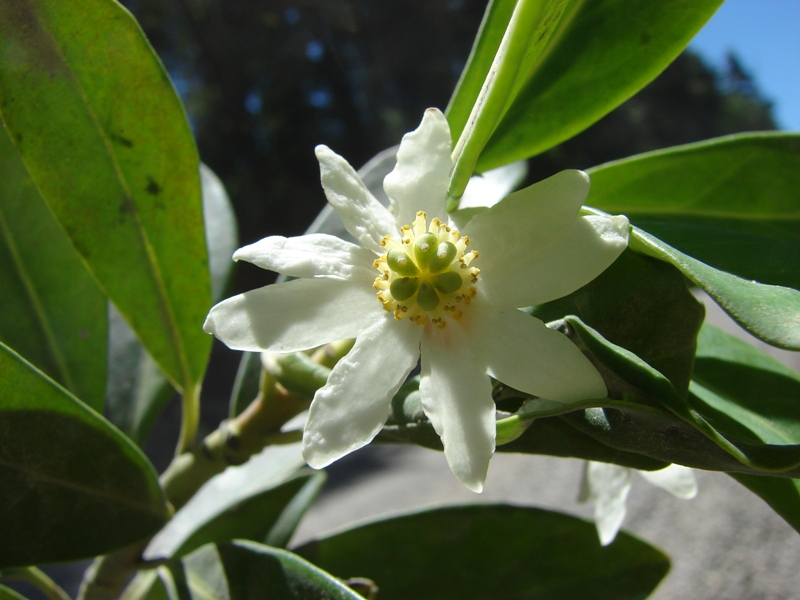
El Drimys andina o Canelo bajo, es una de las plantas más típicas de la zona, con gran importancia para la cultura mapuche.

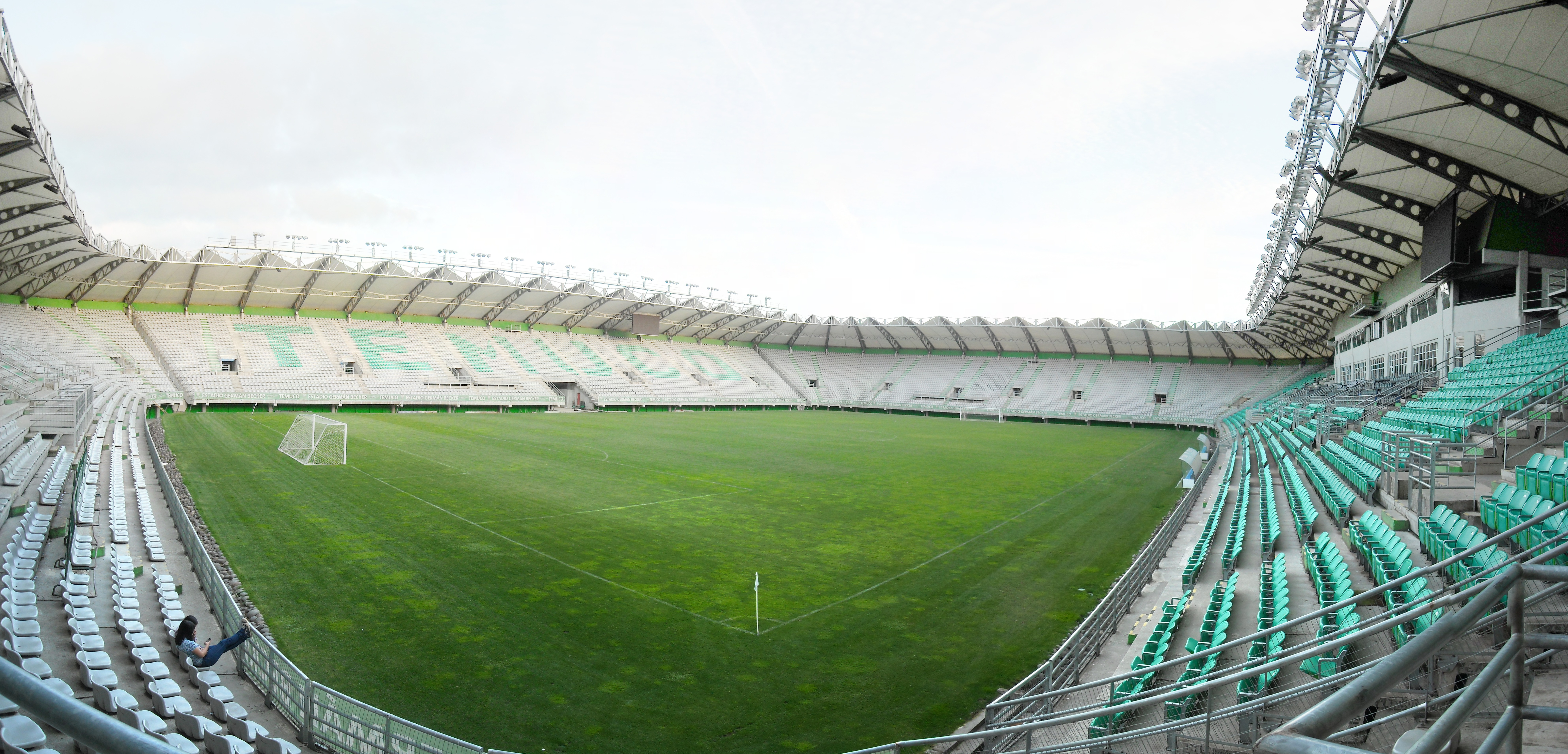
El estadio Germán Becker es uno de los centros deportivos más grandes e importantes del sur Chileno, en el juega el equipo Club de Deportes Temuco

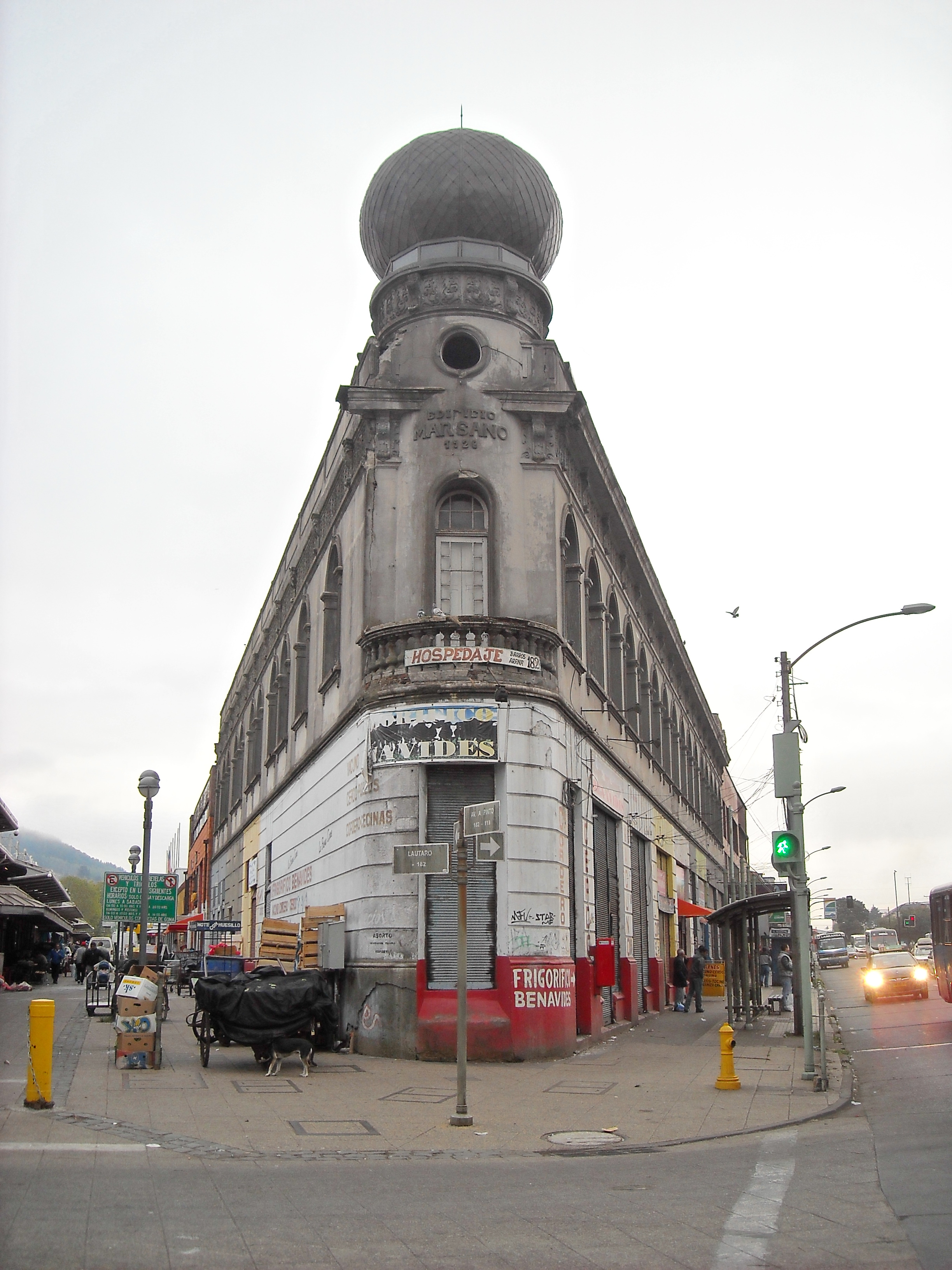
El edificio Marsano es uno de los edificios más publicitados de la ciudad por su ubicación céntrica al costado de la estación ferroviaria

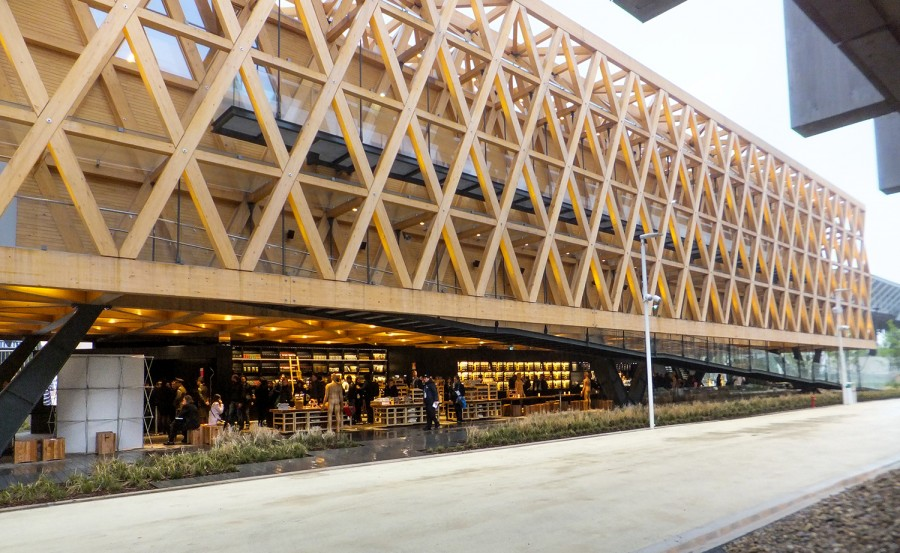
El pabellón El Amor de Chile es una galería y museo ubicado a los faldeos del cerro Ñielol.

El área urbana de Temuco  o Gran Temuco es un conglomerado urbano conformado por las áreas urbanas de dos comunas, Temuco y Padre Las Casas, ubicadas en la Región de la Araucanía, Chile. El concepto urbano de Conurbación Temuco-Padre Las Casas nace al escindirse un sector o barrio de la ciudad de Temuco, Padre Las Casas, como una nueva comuna. La conurbación no constituye una única unidad administrativa, pero en sí, es una sola ciudad.
Suele mencionarse regularmente a la ciudad de Labranza y a la localidad de Cajón como parte del área urbana de Temuco, pero el Instituto Nacional de Estadísticas de Chile aún no las incluye dentro de la conurbación. En ocasiones, se consideran también las comunas de Nueva Imperial y Lautaro.
Según las estimaciones del Ministerio de Vivienda y Urbanismo de Chile el Gran Temuco contaba con 410.520 habitantes (sin contarse los habitantes de Cajón, ya que estos pertenecen a la comuna de Vilcún), 312.503 provenientes de Temuco y 76.126 de la comuna de Padre Las Casas, dejándola como la sexta área urbana más grande de Chile, representando el 2,1 % del total de la población del país.

## Superficie

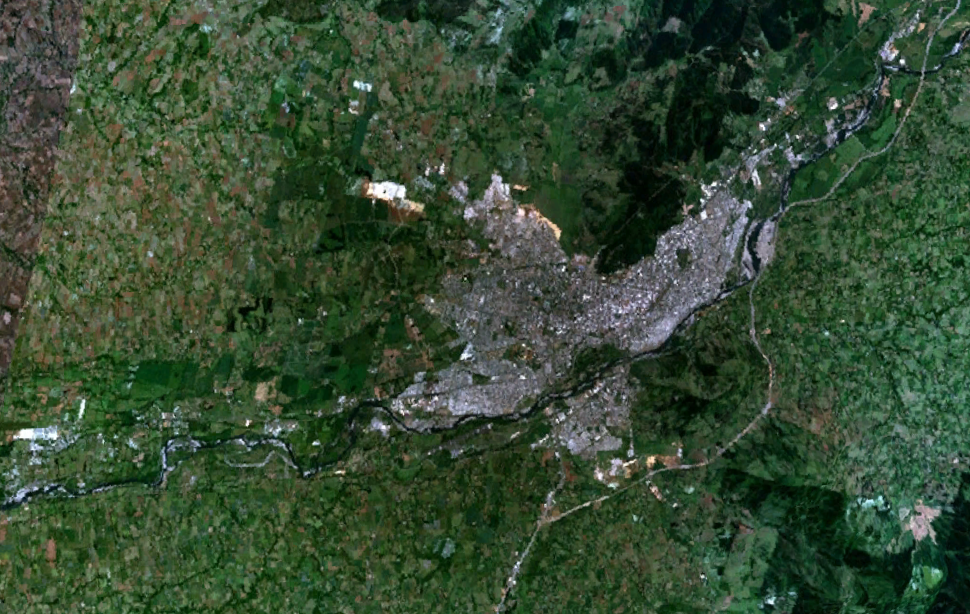
Gran Temuco, vista satelital.

La conurbación tiene una superficie que contempla sus dos comunas, Temuco con 464 km² y Padre Las Casas, con 400,7 km². Basa su economía en la agroindustria, servicios comerciales, educacionales y financieros[cita requerida]. Sus principales vías urbanas son en Temuco la Avenida Caupolicán que va de Norte a Sur, el eje Manuel Montt-Avenida Alemania de este a oeste, la Avenida Manuel Recabarren en el surponiente, Avenida Pedro de Valdivia en el norponiente hasta Fundo el Carmen, la Avenida Javiera Carrera de norte a sur en el sector poniente, Avenida Gabriela Mistral en el Barrio Alto en el extremo poniente, Barros Arana desde Pueblo Nuevo a Cajón. Mientras que en Padre Las Casas encontramos las avenidas Villa Alegre, Guido Beck de Ramberga, Maquehue, La Quebrada y Huichahue. En superficie urbana la conurbación es la 5.ª área urbana más grande de Chile.

## Características
La conurbación Temuco-Padre Las Casas es una unidad urbana con alta presencia mapuche y europea. Con un gran crecimiento urbano y contaminación ambiental en los meses fríos (de mayo a septiembre) principalmente por el uso de leña para calefacción, y en menor medida el crecimiento del parque automotor, e industrias. También aquí se encuentra el origen de la industria internacional de Colchones Rosen, el origen de la empresa Nacional Constructora Socovesa y el origen de Cencosud de Horst Paulmann quien llegó a Temuco en 1950 desde Alemania y se radicó aquí, fundando la antigua cadena de supermercados "Las Brisas" que luego se expandió hacia otras regiones del País.

## Geografía y clima
La conurbación Temuco-Padre Las Casas, se encuentra ubicada en la zona Sur de Chile, que equidista del océano Pacífico y de la Cordillera de los Andes. El sitio de la ciudad morfológicamente corresponde a terrazas fluviales del río Cautín que se desarrollan en forma encajonada entre los cerros Ñielol (350 m) y Conun Huenu (360 m).
La ciudad se enmarca dentro de un entorno típico del sur de Chile, de bosques caducifolios dentro de un llano central de morrenas y conos cercano a la pre-cordillera. Fitogeográficamente está en una zona de policultivos de alto rendimiento o frutales, con presencia de diferentes y variadas especies arbóceas, tales como el Hualle y el lingue. Su otrora buen aire ha comenzado a caer en calidad debido a una incipiente capa de smog que está saturando el ambiente. Su composición es mayoritariamente de humo de leña.
Climáticamente, corresponde a la región mediterránea chilena de depresión intermedia, en transición a templado húmedo. A través del año se alternan las influencias anticiclónicas y ciclónicas, con un período seco estival corto si se lo compara con el de Santiago u otras ciudades intermedias. Su temperatura media anual es de 12 °C, con máximas medias en el mes más cálido de 23,5 °C y mínimas medias en el mes más frío de 1,9 °C. El promedio anual de lluvias en el período 1961-1990 fue de 1.029 mm. Sus valores históricos de verano es de 42 °C y en invierno es de -11 °C.
| Parámetros climáticos promedio de Temuco | Parámetros climáticos promedio de Temuco | Parámetros climáticos promedio de Temuco | Parámetros climáticos promedio de Temuco | Parámetros climáticos promedio de Temuco | Parámetros climáticos promedio de Temuco | Parámetros climáticos promedio de Temuco | Parámetros climáticos promedio de Temuco | Parámetros climáticos promedio de Temuco | Parámetros climáticos promedio de Temuco | Parámetros climáticos promedio de Temuco | Parámetros climáticos promedio de Temuco | Parámetros climáticos promedio de Temuco | Parámetros climáticos promedio de Temuco |
| Mes                                      | Ene.                                     | Feb.                                     | Mar.                                     | Abr.                                     | May.                                     | Jun.                                     | Jul.                                     | Ago.                                     | Sep.                                     | Oct.                                     | Nov.                                     | Dic.                                     | Anual                                    |
| ---------------------------------------- | ---------------------------------------- | ---------------------------------------- | ---------------------------------------- | ---------------------------------------- | ---------------------------------------- | ---------------------------------------- | ---------------------------------------- | ---------------------------------------- | ---------------------------------------- | ---------------------------------------- | ---------------------------------------- | ---------------------------------------- | ---------------------------------------- |
| Temp. máx. abs. (°C)                     | 40                                       | 42                                       | 35                                       | 31                                       | 24                                       | 21                                       | 22                                       | 24                                       | 27                                       | 30                                       | 34                                       | 37                                       | 42                                       |
| Temp. máx. media (°C)                    | 25                                       | 25                                       | 23                                       | 18                                       | 15                                       | 11                                       | 11                                       | 13                                       | 16                                       | 18                                       | 20                                       | 23                                       | 18.2                                     |
| Temp. mín. media (°C)                    | 10                                       | 10                                       | 8                                        | 6                                        | 5                                        | 3                                        | 3                                        | 4                                        | 4                                        | 6                                        | 7                                        | 9                                        | 7                                        |
| Temp. mín. abs. (°C)                     | -1                                       | -1                                       | -3                                       | -5                                       | -6                                       | -8                                       | -11                                      | -7                                       | -6                                       | -3                                       | -1                                       | -1                                       | -11                                      |
| Precipitación total (mm)                 | 29                                       | 31                                       | 42                                       | 73                                       | 170                                      | 176                                      | 146                                      | 120                                      | 77                                       | 63                                       | 57                                       | 44                                       | 1028                                     |
| Fuente: weatherbase 2010                 |                                          |                                          |                                          |                                          |                                          |                                          |                                          |                                          |                                          |                                          |                                          |                                          |                                          |

## Demografía
Los habitantes de la conurbación son de orígenes diversos. Están los indígenas, principalmente mapuches, los cuales representan el 13 %[cita requerida] de la población de Temuco lo que la convierte en la ciudad de Chile con mayor presencia mapuche; el 87 %[cita requerida] restante, en su mayoría son descendientes de inmigrantes europeos,[cita requerida] muchos de los primeros llegados entre 1883 y 1901, luego de la Ocupación de la Araucanía, convirtiéndola en una de las ciudades con más descendiente de Europeos en Chile,[cita requerida] como se da en algunas ciudades en el sur de Chile.
La procedencia de los primeros habitantes extranjeros son fundamentalmente Suiza, España, Francia, Alemania, Italia, Reino Unido, Rusia y Holanda. La inmigración europea y, en menor medida, judía y árabe a Temuco produce los diversos clubes, colegios y centros de la ciudad.[cita requerida]
- Liceo Camilo Henríquez de Temuco
- Colegio Inglés George Chaytor
- Scole Creare
- Liceo Pablo Neruda de Temuco
- Colegio San Francisco de Temuco
- Saint Patrick School
- Colegio de la Salle (Instituto San José)
- Instituto Claret
- Colegio Providencia
- Club Belga de Temuco
- Escuela Francia De la Salle
- Colegio Adventista de Temuco
- Club Gimnástico Alemán de Temuco
- Colegio Metodista de Temuco
- Liceo BrainStorm Temuco
- Clínica Alemana Temuco
- Colegio Bautista de Temuco
- Colegio Montessori
- Stadio Italiano
- Colegio Santa Cruz de Temuco
- Liceo Científico-humanista Jan Comenius
- Fratellanza Italiana
- Estadio Español
- Centro Español
- Comunidad Israelita de Temuco
- Club Árabe de Temuco
- Eusko Etxea de Temuco (aglutinadora de descendientes francovascos y vascos de España)
- Confederación Suiza de La Araucanía
- Colegio Británico
- Club Suizo de Temuco
- Greenhouse School
- Colegio Alemán de Temuco
- Colegio Pumahue de Temuco
- Colegio Golden School
- Colegio Amanecer
- Colegio InnovArte

En el barrio Estación habitó la primera colonia árabe de la ciudad.
Entre los censos de 1982 y 1992 la ciudad de Temuco (en ese entonces bajo una sola unidad comunal) se posiciona como el segundo centro urbano de mayor crecimiento en América Latina tras Santa Cruz de la Sierra (Bolivia) al pasar de 170 mil habs a 250 mil.[cita requerida]

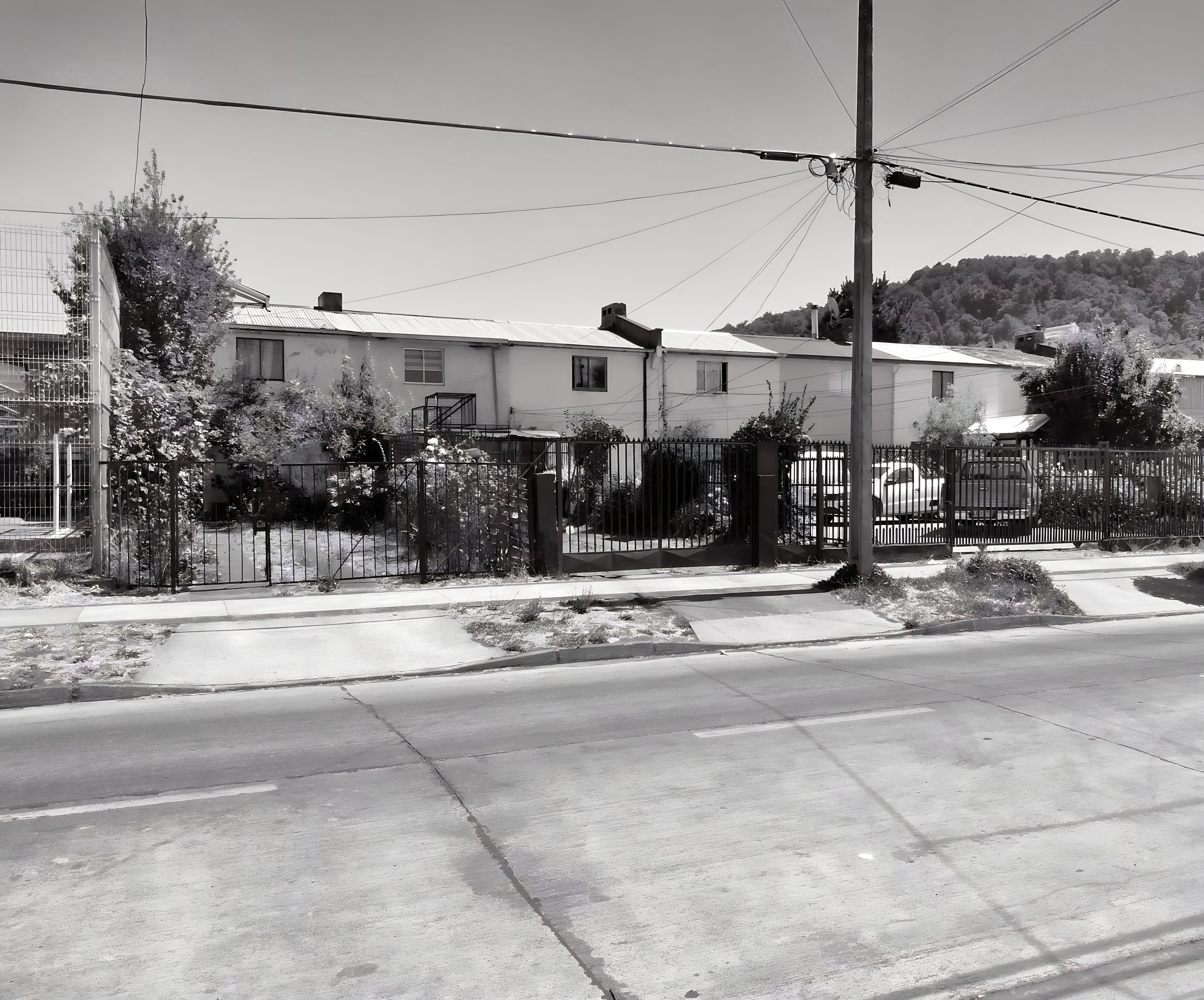
Barrio Tucapel.

### Distribución poblacional
La comuna de Temuco se divide en distintos barrios, de distintos orígenes y niveles socioeconómicos: Centro, Amanecer, El Carmen, Labranza, Pedro de Valdivia, Poniente, Pueblo Nuevo, Santa Rosa, Universidad. Mientras que Padre Las Casas se encuentra hacia el sur de la conurbación, atravesando el Río Cautín.
Como buena parte de la Zona sur de Chile Temuco recibió varios grupos de inmigrantes europeos a fines del siglo XIX y principios del XX. Temuco fue fundada a base de inmigrantes luego de la Ocupación de la Araucanía con antiguos soldados y sus familias, además de los primeros inmigrantes de Alemania, Francia y España, luego comenzaría la inmigración masiva colonizadora e inmigración espontánea oriunda de Suiza, Alemania, España, Italia, etc.
En la segunda mitad del siglo la migración decayó pero a fines de la década de 1960 volvió a crecer esta vez basada en campesinos de la región (mapuches, descendientes de colonos, etc), inmigrantes de toda la región y regiones aledañas, esto produce que Temuco fuera una de las ciudades que más aumento en población en Sudamérica durante la década de 1980 y 1990.[cita requerida]
También en la Araucanía se desarrollaría otra inmigración no colonizadora, sino espontánea de judíos Sefarditas de Macedonia precisamente de la ciudad de Monastir (actual Bitola), esto comienza con la llegada de un sastre a la ciudad de Temuco llamado Alberto Levy y otros como Francisco Van de Wynwaard, Teodoro Rosenberg, Walter Bauer entre muchos otros[cita requerida]. El cual sería quien llevaría noticias a sus conocidos de monastir de esta ciudad fundada hace pocos años que prometía ser un polo de desarrollo.
A comienzos del siglo XX los balcanes se encontraban en plena guerra, Monastir estaba en medio de los conflictos, esto desencadena que la inmigración crezca. Un censo de 1907[cita requerida] indica que había 14 familias judías en Temuco,y ya en 1920 había 300 familias ( contando solo los sefarditas de Monastir ) quienes serían los pilares fundamentales de la comunidad Sefardita en Chile, tan importante es Temuco en la migración judía de monastir que fue unos de los principales destinos de emigración junto a EE. UU. e Israel en el siglo XX

.
Además de los sefarditas se contabilizaban en Temuco 900 judíos de origen Polaco, ruso y ucraniano, También fue la primera ciudad chilena en tener una sinagoga y un Club israelí, por este motivo se cita a Temuco como una de las principales ciudades de Chile receptora de inmigrantes judíos[cita requerida].

### Religión
A diferencia de todo Chile que predomina la religión católica, aquí se encuentra mucha presencia de protestantismo.[cita requerida] La colonia alemana posee varias iglesias luteranas que destacan por su arquitectura. 

## Economía

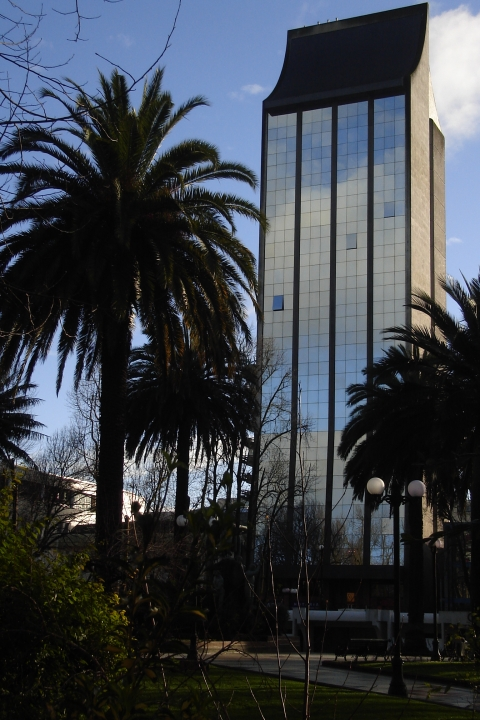
Torre Campanario, una de las edificaciones más altas de la ciudad.

Si bien la Región de la Araucanía es la más pobre de Chile, con un ingreso per cápita de US$ 6.167, la conurbación concentra la mayor parte de la riqueza de la región. En su zona se ubican las fábricas de Rosen y Soprole entre otras, sobre todo relacionadas con la industria del mueble. Temuco cuenta además con el centro comercial más grande del sur de Chile[cita requerida], el Mall Portal Temuco perteneciente a Cencosud ubicado en la Avenida Alemania. Además cuenta con otros centros comerciales, como el Easton Outlet Mall Temuco y Vivo Outlet Temuco. Mientras que Padre Las Casas cuenta con pequeños centros comerciales de barrio, llamados stripcenters.
En el Barrio Alemán de Temuco, hasta el día de hoy habitan los descendientes que fundaron la Avenida Alemania y su entorno. Aquí se encuentra el Club Alemán, el Colegio y la Clínica Alemana, Iglesias Luteranas, otras iglesias protestantes como las bautistas, anglicanas, metodistas, Alianza Cristiana y Misionera, etc. Actualmente la avenida se ha convertido en un gran centro de servicios, consolidándola como el 2º centro de la conurbación ya que se encuentran bancos, colegios, universidades, el mall, multitiendas, supermercados, stripcenters, un minimall, el casino Dreams, restaurantes, pubs, bars, museos y muchos edificios.
Según el Ministerio de Hacienda, durante los años 1986-1995 la agricultura disminuyó su participación en forma sistemática en la economía regional, adquiriendo un nuevo dinamismo la industria, construcción, comercio y servicios sociales y comunales. 
El 7% de la población de Temuco es considerada indigente (16.571 personas) y el 12,4% es pobre no indigente, lo que da un total de 62.606 personas en situación de pobreza, lo que la convierte en una ciudad con menos pobreza que la media nacional y a la media latinoamericana.

## Relaciones internacionales
El Gran Temuco es sede de una serie de instituciones de relaciones internacionales, tales como la Unidad Regional de Asuntos Internacionales (URAI) del Gobierno Regional de La Araucanía, encargada del análisis y gestión de las relaciones bilaterales y multilaterales de la región con América Latina y el resto del mundo, la Unidad Regional de Promoción y Atracción de Inversiones (Invest Araucanía), la Comisión de Planificación, Descentralización y Relaciones Internacionales del Consejo Regional de La Araucanía, la oficina regional en Temuco del Servicio Nacional de Migraciones, la oficina regional en Temuco de la Dirección General de Promoción de Exportaciones (ProChile), el Departamento de Migraciones y Policía Internacional de la Policía de Investigaciones en Temuco, y la Oficina Migrante de la Municipalidad de Temuco.
En materia de internacionalización en educación superior, los principales actores dentro del Gran Temuco son la iniciativa Temuco UniverCiudad, la Dirección de Internacionalización e Instituto Confucio de la Universidad de La Frontera, y la Dirección de Relaciones Internacionales de la Universidad Católica de Temuco.

### Consulados en Temuco
Dado al importante número de descendientes de inmigrantes europeos, se han instalado diversos consulados honorarios para atender diversas problemáticas de la población de Temuco y la Región de La Araucanía. Sus principales funciones son la de facilitar algunos trámites asociados a nacionalización y visas. Trabajan en forma voluntaria para permitir un servicio más cercano a quienes requieran de sus trámites. Cabe recordar que Temuco es la tercera ciudad con mayor número de consulados en Chile, solamente superada por Santiago y Concepción.

#### Por importancia histórica e inmigratoria
- Alemania: Honorarkonsul der Bundesrepublik Deutschland (cónsul honorario: Carl Friedrich Fingerhuth Vorwerk);
- Austria: Consulado Honorario de Austria, perteneciente a la circunscripción consular de Valdivia (cónsul honorario: Dr. Marcos Iampaglia);
- España: Consulado Honorario de España (cónsul honorario: Antonio Gomá Segú);
- Francia: Consulat Honoraire de la République Française (cónsul honorario: Carl Friedrich Fingerhuth Vorwerk);
- Italia: Consulado Honorario de la República Italiana (cónsul honorario: Italo Capurro Vattuone);
- Suiza: Consulado Honorario Helvético de la Araucanía (cónsul honorario: Marianne Fiala Beutler);
- Países Bajos: Consulado Honorario de los Países Bajos (cónsul honorario: Germán Nicklas Wickel);
- Israel: Consulado Honorario de Israel (cónsul honorario: Mario Alberto Hasson Russo);
- Reino Unido: Consulado Honorario del Reino Unido, perteneciente a la circunscripción consular de Puerto Montt (cónsul honorario: John Kenyon).

#### Otros consulados de América y Oceanía
- Argentina: Consulado Honorario de la República Argentina (cónsul honorario: María Teresa Kralika);
- Brasil: Consulado Honorario de la República Federativa del Brasil (cónsul honorario: Gilka Nese de Castro Cerqueira);
- Costa Rica: Consulado Costarricense de Temuco (cónsul honorario: Humberto Manuel Toro Martínez-Conde);
- Honduras: Consulado Honorario de la República de Honduras (cónsul honorario: José Ulises Valderrama Méndez);
- Nueva Zelanda: Consulado Honorario de Nueva Zelanda;
- Perú: Consulado Honorario de la República del Perú (próximamente).

## Educación

### Superior
La conurbación cuenta con diversos establecimientos de Educación Superior, tanto privados como estatales, situándose como una ciudad de carácter universitaria.

#### Universidades estatales y privadas tradicionales

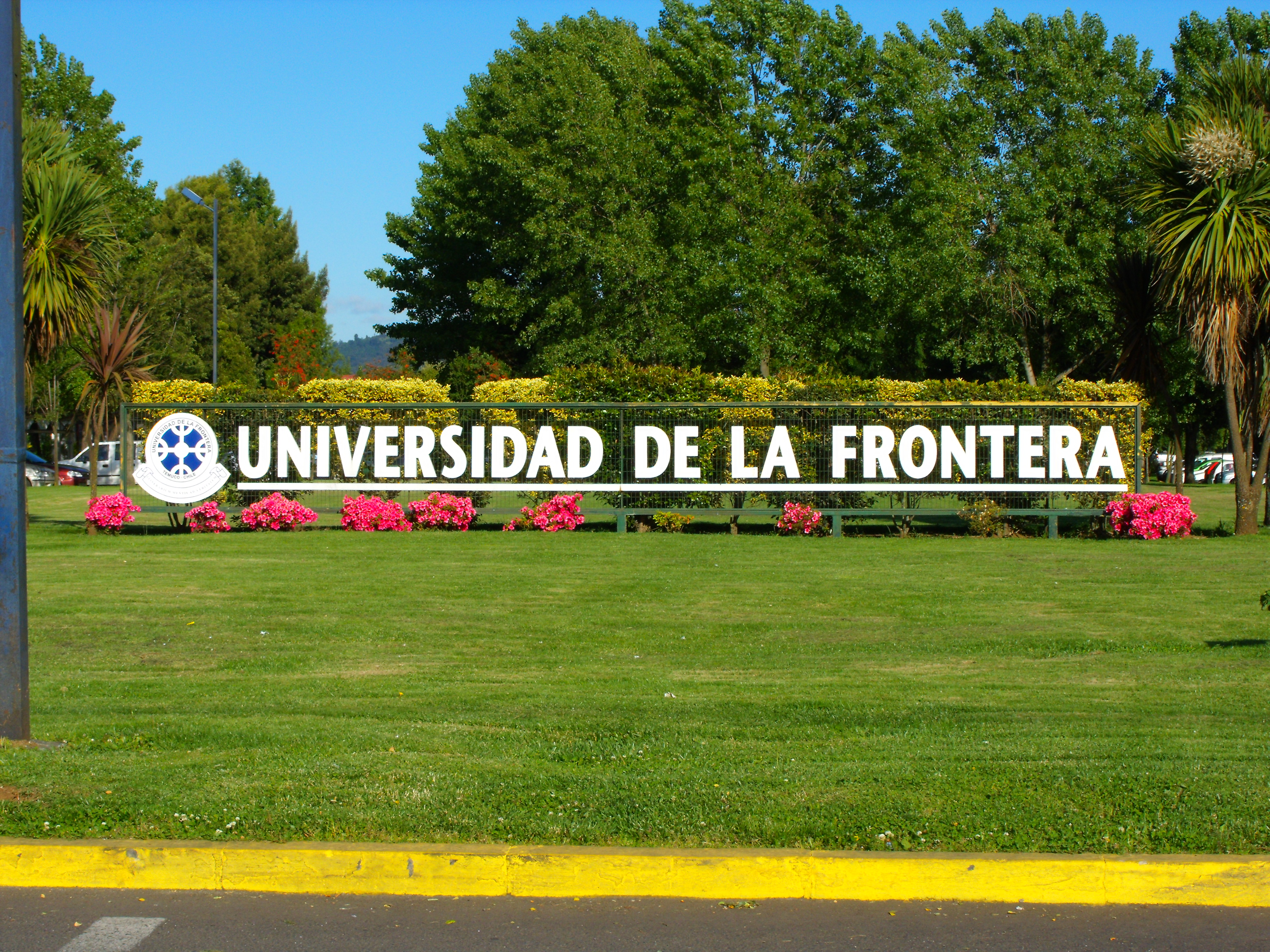
Universidad de la Frontera, es la institución académica más exitosa de la conurbación. En el ranking 2011 del QS World University Ranking se ubicó entre las mejores cien universidades de América Latina.

- Universidad Católica de Temuco
- Universidad de La Frontera
- Universidad de Los Lagos

#### Universidades privadas
- Universidad Tecnológica de Chile
- Universidad Autónoma de Chile
- Universidad Santo Tomás
- Universidad Mayor
- Universidad de Aconcagua

#### Institutos profesionales
- Instituto Profesional Santo Tomás
- Instituto Profesional Inacap
- Instituto Profesional Los Lagos
- Instituto Profesional La Araucana
- Instituto Profesional Guillermo Subercasoux
- Instituto Profesional AIEP
- Instituto Profesional Valle Central

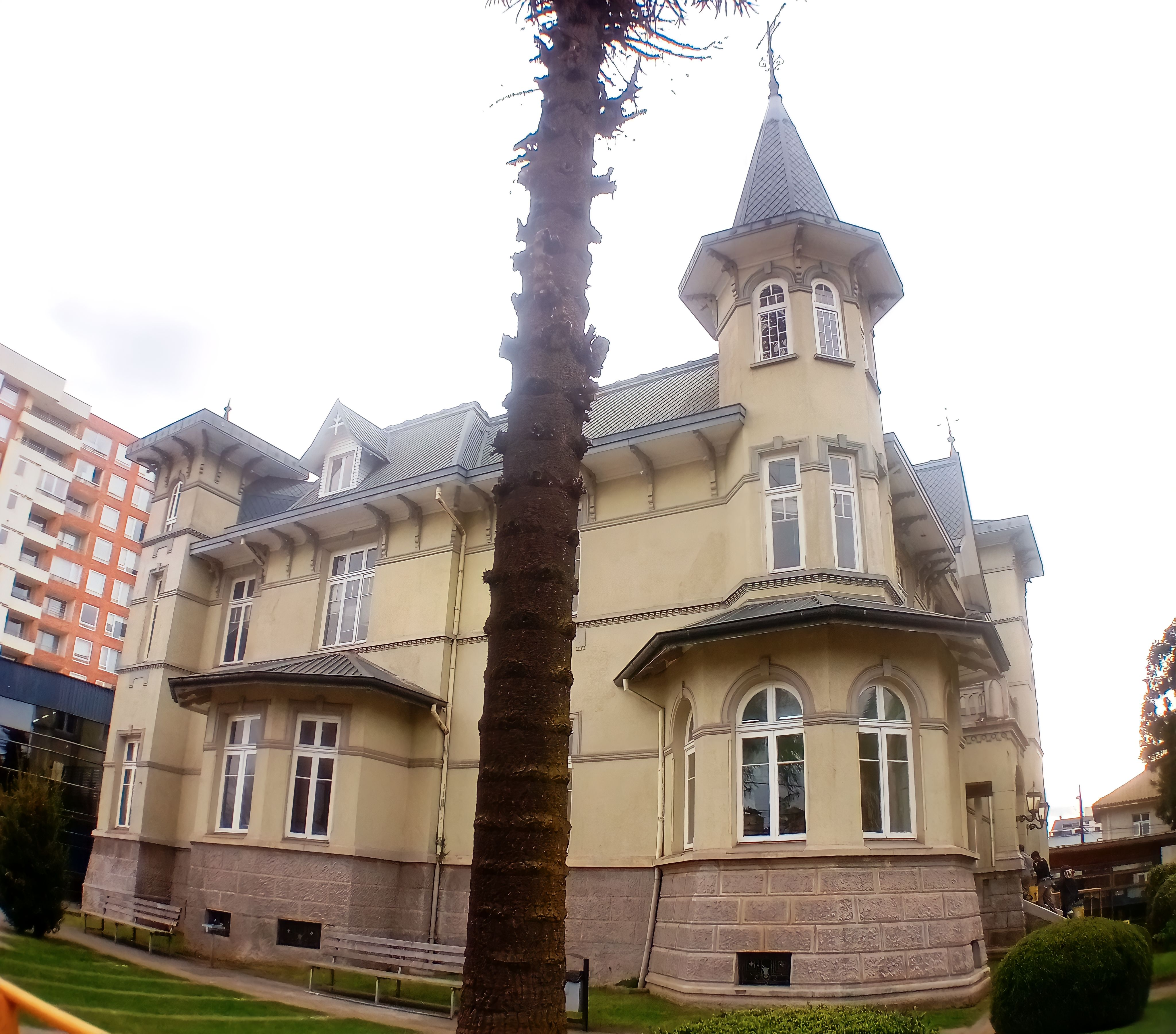
Campus Menchaca Lira de la Universidad Católica de Temuco.

- Instituto Profesional DUOC
- Instituto Profesional IPP

#### Centros de Formación Técnica
- Centro de Formación Técnica Los Lagos
- Centro de Formación Técnica Teodoro Wickel

## Salud

### Salud pública

#### Hospital Doctor Hernán Henríquez Aravena
Es el hospital público de Temuco. Se encuentra acreditado y es un centro de referencia de la zona sur de Chile en Cardiología y otras especialidades, lo que le permite recibir pacientes desde Angol hasta Puerto Montt.

#### Hospital de Padre Las Casas
Inaugurado en 2020. En sus inicios, el Plan Nacional de Inversión Hospitalaria del Gobierno de Chile indicaba que el Hospital de Padre Las Casas estaría construido al terminar la presidenta Michelle Bachelet su segundo mandato. Incluso, la ministra de Salud, Carmen Castillo, aseguró que la construcción del recinto hospitalario se iniciaría en el segundo semestre de 2015. Sin embargo, en mayo de dicho año la edificación fue suspendida (junto con otros seis hospitales por construir en Chile), según lo anunció el Ejecutivo, causando un revuelo que terminó en una marcha de protesta desde Padre Las Casas al centro de Temuco, que convocó a más de quinientas personas y en la que participaron miembros del Colegio Médico, del Consejo Pro Hospital de Padre Las Casas, de la comunidad indígena Consejo Makewe, de juntas de vecinos y gremios de la salud, junto con el alcalde Juan Eduardo Delgado, concejales y consejeros regionales. Al día siguiente, el 20 de noviembre de 2015, se anunció que el hospital iniciará sus obras en 2016 y que la inversión será superior a los cincuenta mil millones de pesos chilenos (más de setenta millones de dólares estadounidenses de 2015).
El centro asistencial tiene las siguientes especialidades: medicina interna, cirugía, obstetricia y ginecología, pediatría, traumatología, oftalmología, otorrinolaringología, urología, neumología, neurología, cardiología, geriatría, dermatología, nefrología, endocrinología, reumatología, y gastroenterología y nutrición. Contará, además, con ocho quirófanos, sala de parto, doce puestos de diálisis, laboratorio, imagenología, farmacia y rehabilitación kinésica.

#### Centro de Salud Familiar Pueblo Nuevo
Consultorio del sector Pueblo Nuevo. Cuenta con ochenta y tres trabajadores. En 2013, quedó en el tercer lugar de los centros de salud generales urbanos de Chile en la encuesta de trato al usuario realizada por la Escuela de Salud Pública de la Universidad de Chile, obteniendo una nota 6,9.

#### Centro de Salud Familiar Conunhuenu
Consultorio de 2520 metros cuadrados de superficie y dos plantas, que fue inaugurado en 2015 en la comuna de Padre Las Casas, con una inversión cercana a los dos mil ochocientos millones de pesos chilenos (cuatro mil cuatrocientos dólares estadounidenses de 2015.) Posee un área de atención clínica, y unidades de farmacia y programas de alimentación. También, se le incorporó eficiencia energética.

#### Farmacia popular de Padre Las Casas
Padre Las Casas fue la primera comuna fuera del Gran Santiago que inauguró una farmacia administrada por la municipalidad, donde no existe una actividad comercial propiamente tal ya que los medicamentos se venden a precio de costo, lo que en Chile se ha denominado farmacia popular. Comenzó a funcionar el 1 de marzo de 2016 con un costo de instalación cercano a los cuarenta millones de pesos chilenos (cincuenta y siete mil dólares estadounidenses de 2016.)

#### Otros recintos
- Consultorio Miraflores
- CESFAM Amanecer
- CESFAM Villa Alegre
- CESFAM Santa Rosa
- Consultorio San Antonio
- CESFAM Padre las Casas
- CESFAM Pulmahue
- CESFAM Las Colinas
- CESFAM Pedro de Valdivia
- CESFAM Pueblo Nuevo
- CESFAM El Carmen
- CESFAM Labranza
- Consultorio Cajón

### Clínicas

#### Clínica Alemana de Temuco
Ubicada en la calle Senador Estébanez, en el Sector Alemán de Temuco.

#### Clínica Mayor
Ubicada en la esquina de las avenidas Gabriela Mistral y Javiera Carrera.

#### Otras
- Asociación Chilena de Seguridad;
- Clínica Providencia (próximamente).

Además, cuenta con varias clínicas de menor tamaño dedicadas a la salud dental, cirugías plástica, neurológica, etc.

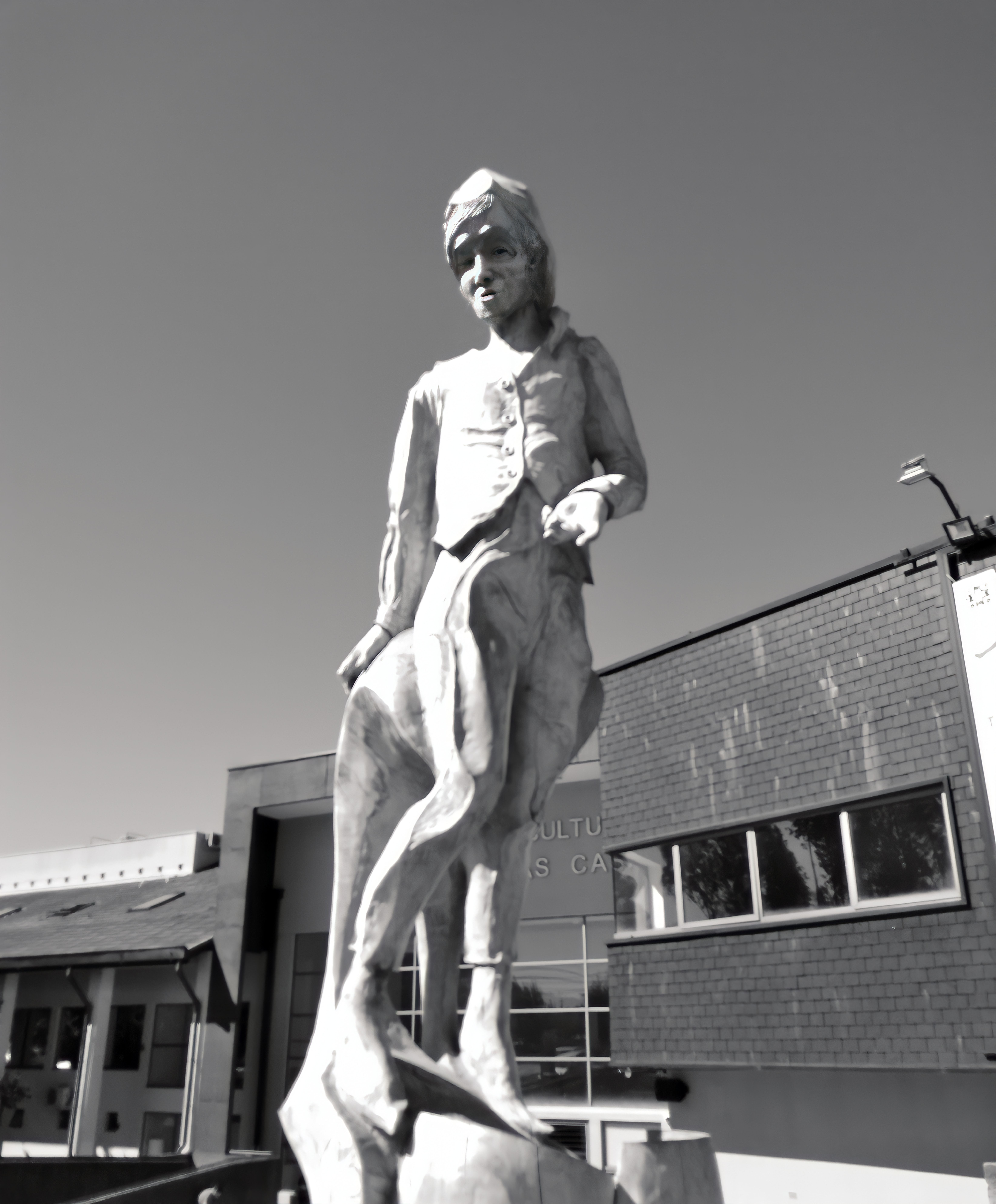
El guiño del Teatro, escultura de Jorge Fuentealba, ubicada en el acceso al centro cultural Padre Las Casas.

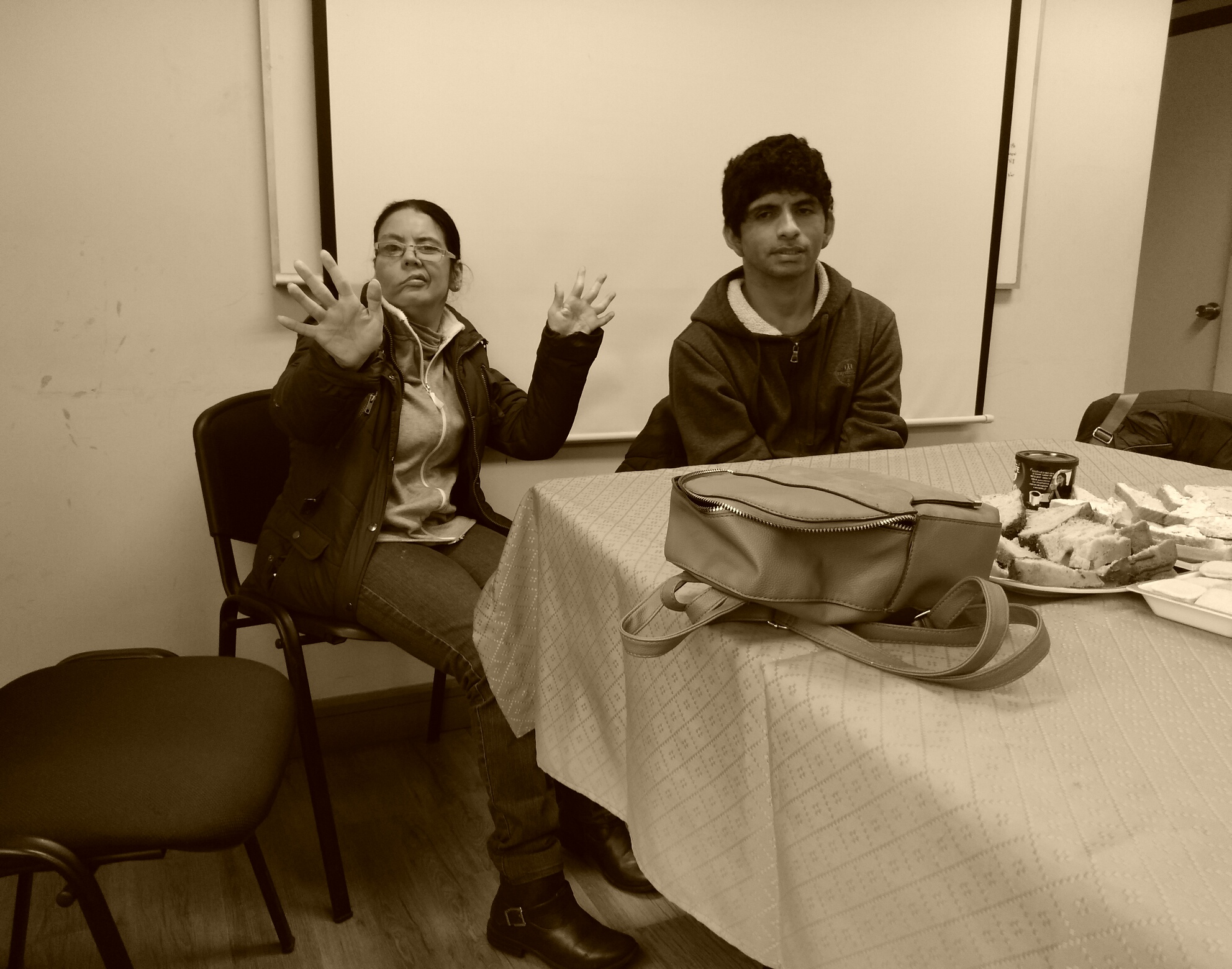
Los actores Andrea Renault y David Miranda en la Biblioteca Pablo Neruda de Padre Las Casas.

## Cultura

### Tradiciones y folclore
Hay una fuerte cultura Mapuche presente en la zona en el Mercado Municipal de Temuco (uno de los más visitados por los turistas).
Temuco cuenta con el Museo Regional de la Araucanía, importante centro referido a la cultura mapuche. Como referentes culturales. Como muestra de progreso, la ciudad Temuco posee uno de los teatros más grandes de Chile, el Teatro Municipal ubicado en Avenida Pablo Neruda a un costado del Parque Estadio Municipal Germán Becker y la Escuela Artística Municipal Armando Dufey Blanc.
La cultura moderna también se ha reproducido en esta ciudad uno de los más importantes folcloristas de Chile, Tito Fernández "El Temucano" gran vendedor de discos y ganador en muchas oportunidades de la Gaviota de Plata en el Festival de Viña del Mar. Para el Premio Nobel Pablo Neruda, quién llegó a Temuco a los dos o tres años de edad, explica su aprecio por la ciudad en un Memorial de Isla Negra
"No sé cuándo llegamos a Temuco.

Fue impreciso nacer y fue tardío

nacer de veras, lento,

y palpar, conocer, odiar, amar,

todo esto tiene flor y tiene espinas.

Del pecho polvoriento de mi patria

me llevaron sin habla

hasta la lluvia de la Araucanía.

Las tablas de la casa

olían a bosque, a selva pura.

Desde entonces mi amor fue maderero

y lo que toco se convierte en bosque".
Es en Temuco donde Neruda pasa su infancia y adolescencia y donde empieza a desarrollarse su veta artística, su interés en la literatura, lo que no era muy bien visto ante los ojos de su padre, pero recibió estímulos de otras personas, entre ellas la también futura Premio Nobel de Literatura Gabriela Mistral, quién en ese tiempo se desempeñaba como Directora del Liceo de Niñas de Temuco. Finalmente en 1920 antes de radicarse en Santiago, Neftalí toma la decisión de utilizar el seudónimo que lo hará mundialmente conocido. Es así, como aquí en la Frontera, deja de existir Neftalí Reyes y nace Pablo Neruda.

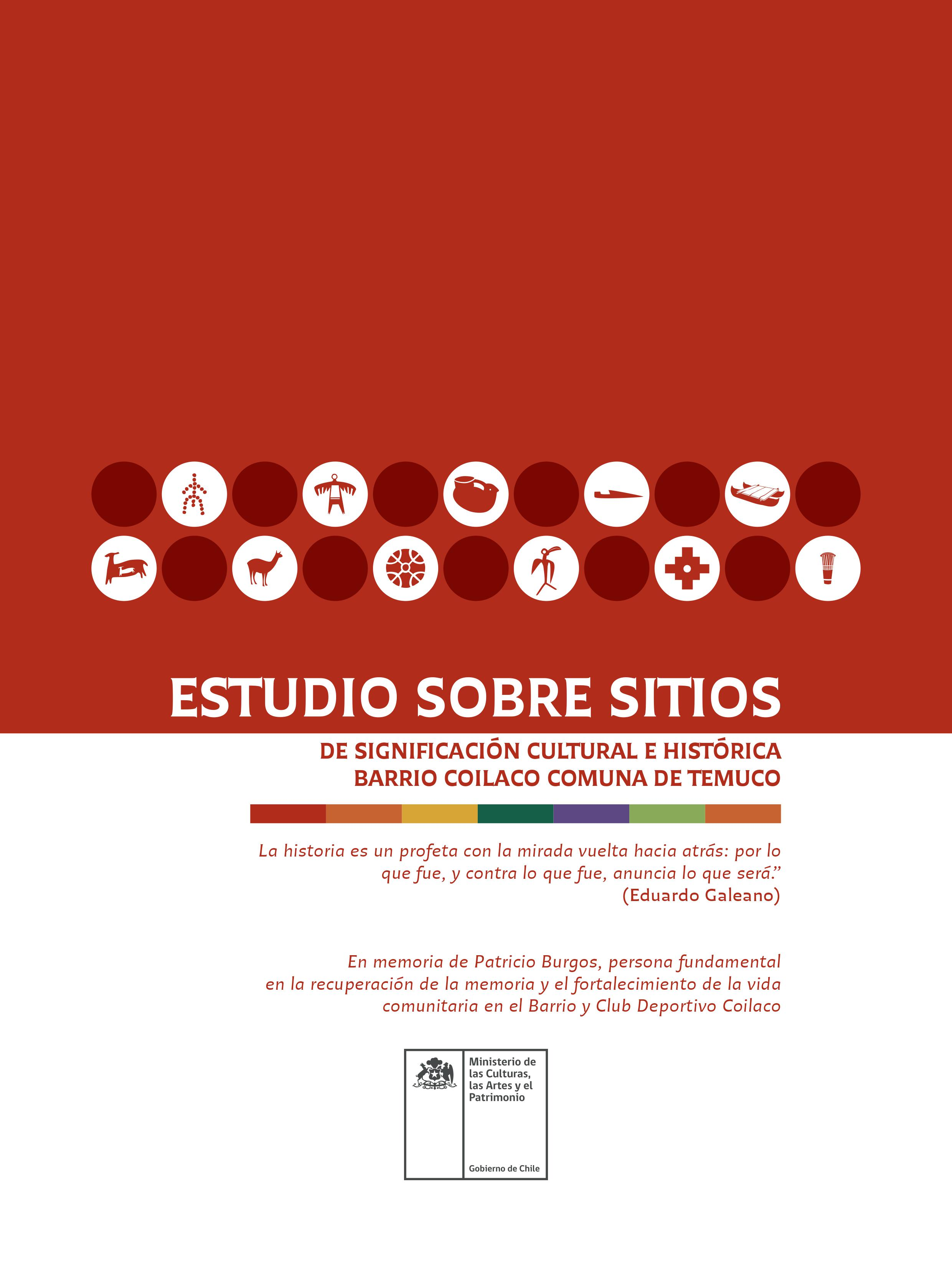
Portada del Estudio sobre sitios de significación cultural e histórica: Barrio Coilaco, comuna de Temuco.

Hoy, un importante liceo (en el cual originalmente él estudió) lleva su nombre, al igual que una de las más importantes avenidas de la ciudad. 

### Concurso de pinturaAraucanía de cordillera a mar
Fue lanzado en 2012, y es organizado cada año por la Municipalidad de Temuco. En él, se solicita a los artistas pintar los lugares, los habitantes y la multiculturalidad de la región de La Araucanía.

## Transporte

### Transporte urbano
El transporte local de la conurbación cuenta con una gran variedad de recorridos de autobuses y de taxis colectivos, que además de la ciudad, cubren zonas aledañas como Labranza, Cajón. San Ramón, Niágara y Quepe.

#### Micros (autobús urbano)
La ciudad cuenta con 34 recorridos de microbuses, operados por 11 líneas de microbuses:
- Línea 1A: Cajón-Santa Elena de Maipo.
- Línea 1B: Cajón-Labranza.
- Línea 1C: Cajón-Labranza.
- Línea 1D: Parque Charles Caminondo Echart-Labranza.[24]
- Línea 2A: Parque Alcántara-Santa Elena de Maipo.
- Línea 2B: Parque Costanera-Labranza.
- Línea 2C: Alcántara-Labranza.
- Línea 2D: Alcantara - Población Temuco
- Línea 3A: Padre Las Casas-Portal San Francisco.
- Línea 3B: Padre Las Casas-Villa Andina.
- Línea 3C: Monberg-Chivilcán.
- Línea 3D: San Ramón-El Molino.
- Línea 4A: Santa Carolina-Villa Santa Luisa.
- Línea 4B: Santa Carolina-Villa Santa Luisa.
- Línea 5A: Villa Los Ríos-Labranza.
- Línea 5B: Parque Costanera-Labranza.
- Línea 5C: San Antonio-Labranza.
- Línea 6A: Villa Los Ríos-El Carmen.
- Línea 6B: Villa Los Ríos-Avenida Recabarren.
- Línea 7A: Cajón-Avenida Las Encinas.
- Línea 7B: Campus San Juan Pablo II-El Carmen.
- Línea 8A: Padre Las Casas-Amanecer.
- Línea 8B: Padre Las Casas-Altamira.
- Línea 8C: Padre Las Casas-Quepe.
- Línea 8D: Niágara-Maquehue.
- Línea 8E: Padre Las Casas-Zanja
- Línea 9A: Parque Costanera-Portal San Francisco.
- Línea 9B: Parque Alcántara-El Carmen.
- Línea 9C: Pueblo Nuevo-Portal San Francisco.
- Línea 9D: Pueblo Nuevo-El Carmen.
- Línea 9E: Pueblo Nuevo-La Foresta.
- Línea 10A: Campus San Juan Pablo II-Santa Elena de Maipo. (Descontinuada)
- Línea 10B: Padre Las Casas-Santa Elena de Maipo.
- Línea 10C: Padre Las Casas-Santa Elena de Maipo.
- Línea 66A: Pillanlelbún-Quepe.

#### Taxis colectivos
Existen 24 servicios de taxis colectivos, operados por 14 líneas. Algunas realizan un recorrido principal y una o más variantes:
- Línea 11: Feria Pinto-Barcelona.
- Línea 11A: Feria Pinto-Lomas de Mirasur.
- Línea 11P: Rodoviario de La Araucanía-Portal de La Frontera.
- Línea 13: Pulmahue-Estación.
- Línea 13A: El Sauce-San Andrés.
- Línea 14: Villa Los Ríos-Amanecer.
- Línea 14A: Villa del Río-Amanecer.
- Línea 15: Parque Pilmaiquén-Altos de Maipo.
- Línea 17: Pueblo Nuevo-Villa Caupolicán.
- Línea 17A: Pueblo Nuevo-El Carmen.
- Línea 18: Villa Los Ríos-Pedro de Valdivia.
- Línea 18A: Avenida Barros Arana-Pedro de Valdivia.
- Línea 19: Feria Pinto-Altamira.
- Línea 20: Parque Costanera 2-Chivilcán.
- Línea 21: Feria Pinto-Avenida Javiera Carrera.
- Línea 21A: Avenida Balmaceda-Avenida Olimpia.
- Línea 24: Villa Langdon-Amanecer.
- Línea 24A: Villa Langdon-Altamira.
- Línea 24E: Villa Langdon-Altamira.
- Línea 25: Feria Pinto-Altos de Maipo.
- Línea 28: Villa Los Ríos-Chivilcán.
- Línea 30: Sector Centro-Labranza.
- Línea 111 (letrero azul): Rodoviario de La Araucanía-Parque Pehuén.
- Línea 111 (letrero rojo): Rodoviario de La Araucanía-Altamira.

#### Metro de Temuco
Dado el desarrollo actual de la ciudad, la Cámara Chilena de la Construcción planteó la necesidad de que la conurbación cuente a mediano plazo con un metro subterráneo.

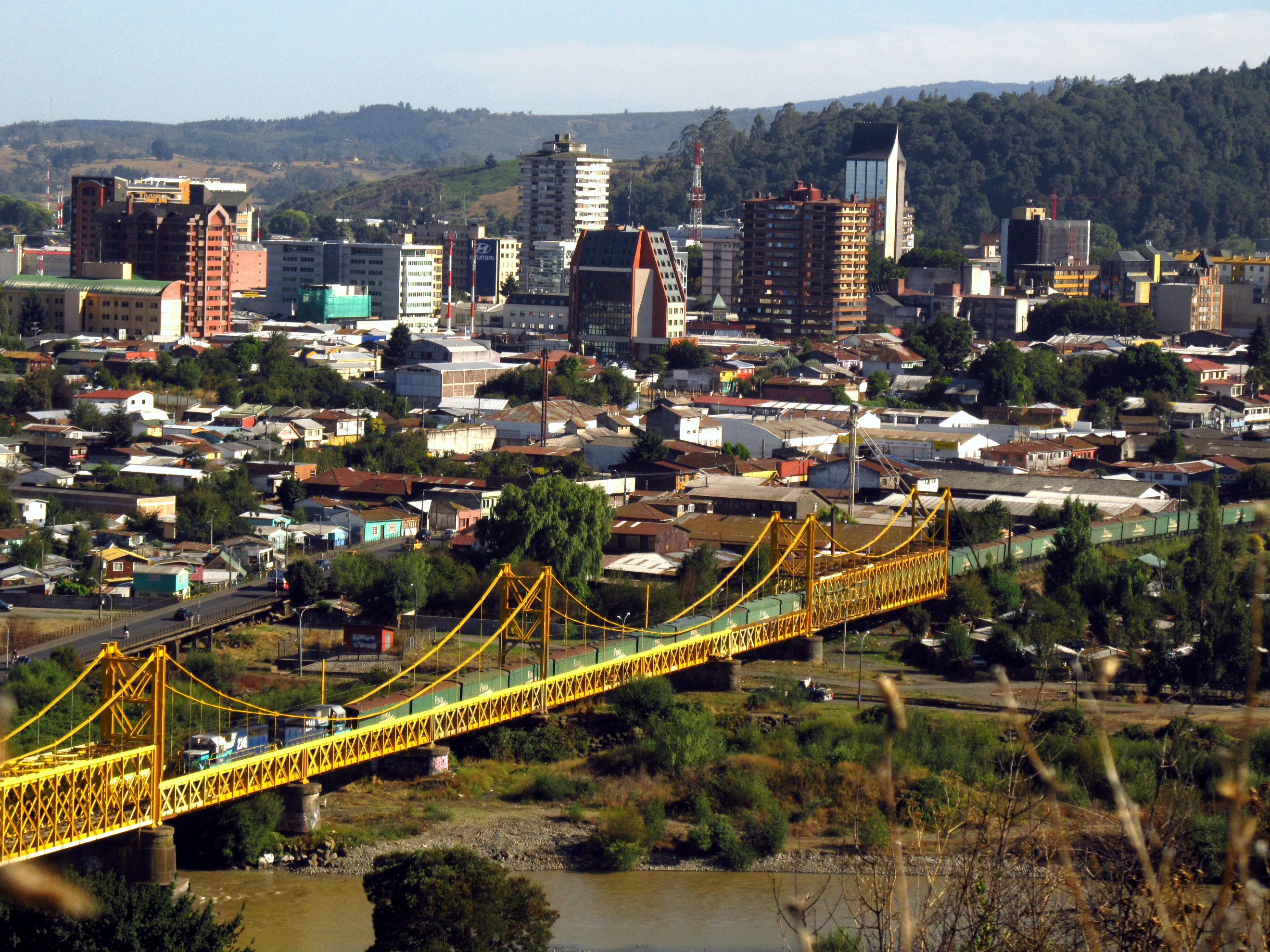
Puente Ferroviario Cautín, que comunica Temuco con Padre Las Casas.

#### Ferrocarril
Durante el año 2021 se prevé que el tren metropolitano entre Temuco y Padre Las Casas esté operativo con su mayor capacidad posible para descongestionar los dos puentes que existen en la ciudad.

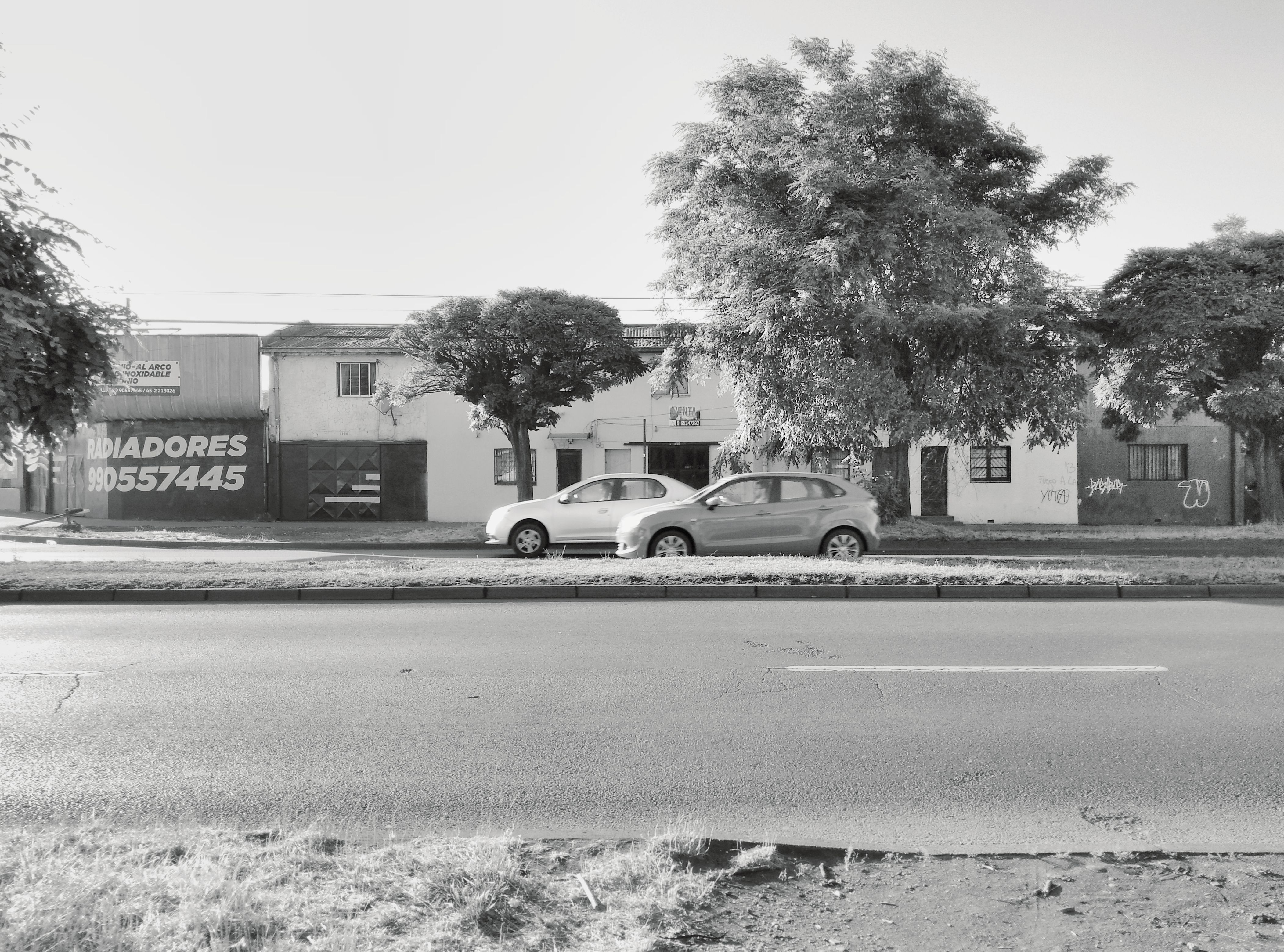
Avenida Caupolicán.

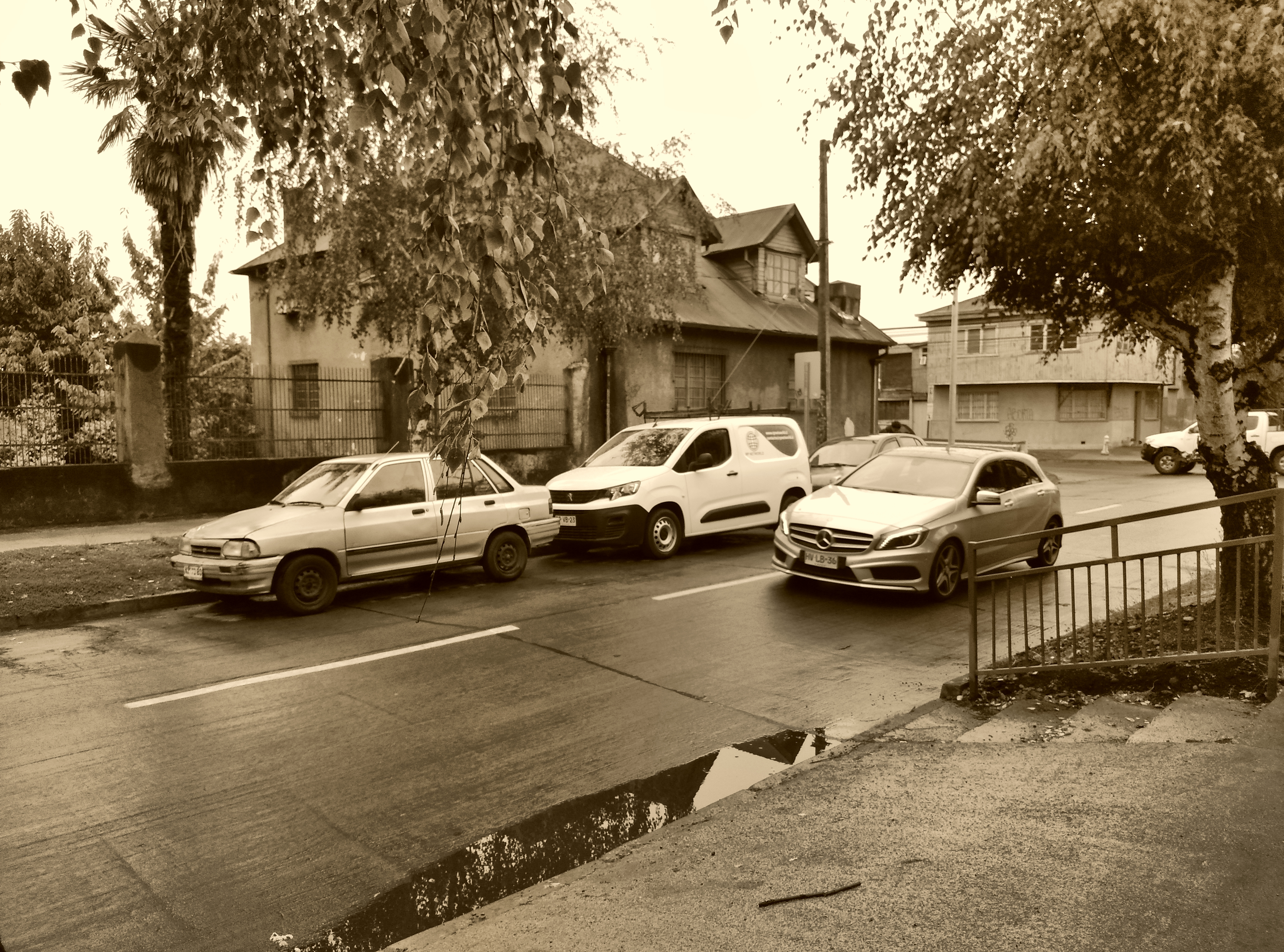
Calle General Cruz.

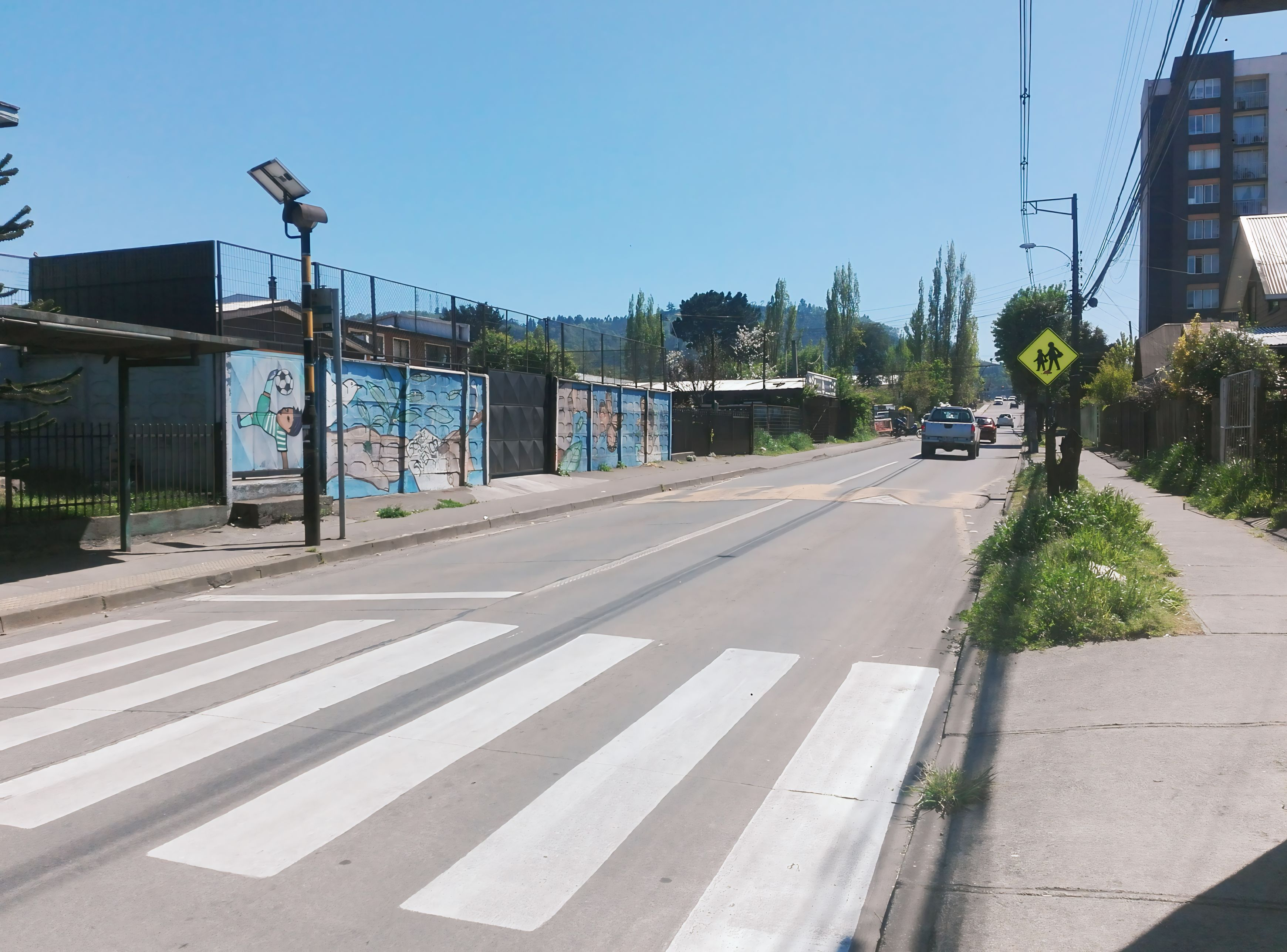
Avenida Valparaíso.

⁴

### Arterias viales

#### Avenida Caupolicán
Recorre 4,84 kilómetros de Temuco, naciendo en la intersección de la calle Ziem con la avenida Rudecindo Ortega y terminando en el puente Cautín. Posee doble calzada en todo su trazado. Gran parte de su recorrido (2,7 kilómetros) es en diagonal, en un ángulo de cuarenta y cinco grados con respecto al esquema damero fundacional. Fue proyectada en el primer Plan Regulador de Temuco, creado sobre la base de una propuesta del ingeniero civil Teodoro Schmidt, aprobado en 1892, y ejecutado por el también ingeniero Cristian Sommermeir. Hasta la creación del baipás que rodea Temuco, Caupolicán y su continuación, la avenida Rudecindo Ortega, eran el paso de la Ruta 5 (la Carretera Panamericana en Chile) por la urbe.

#### Avenida Alemania
En un principio, era un camino de tierra que comunicaba la ciudad con parcelas de colonos alemanes que vivían en la zona. En la actualidad, recorre 2,18 kilómetros del Sector Poniente de Temuco. Pasa por el centro comercial Mall Portal Temuco y el Hotel Dreams Araucanía.

#### Avenida Balmaceda
Está ubicada en el casco antiguo de la ciudad. Pasa por el Cementerio General de Temuco y el Parque Para La Paz, entre otros hitos urbanos. En su separador central, existen árboles ancestrales.

#### Avenida Huichahue
Recorre de norte a sur la zona urbana de la comuna de Padre Las Casas. En septiembre de 2016, se iniciaron en ella trabajos de remodelación. La arteria fue cerrada entre la calle Corvalán y la avenida Martín Alonqueo. Las obras durarán un año.

#### Ciclovías
En Temuco, existen veintisiete kilómetros de ciclovías.

#### Autopistas urbanas
A mediados del año 2015, el Consejo de Políticas de Infraestructuras (CPI) ha propuesto autopistas urbanas para la ciudad, en un corto y mediano plazo.

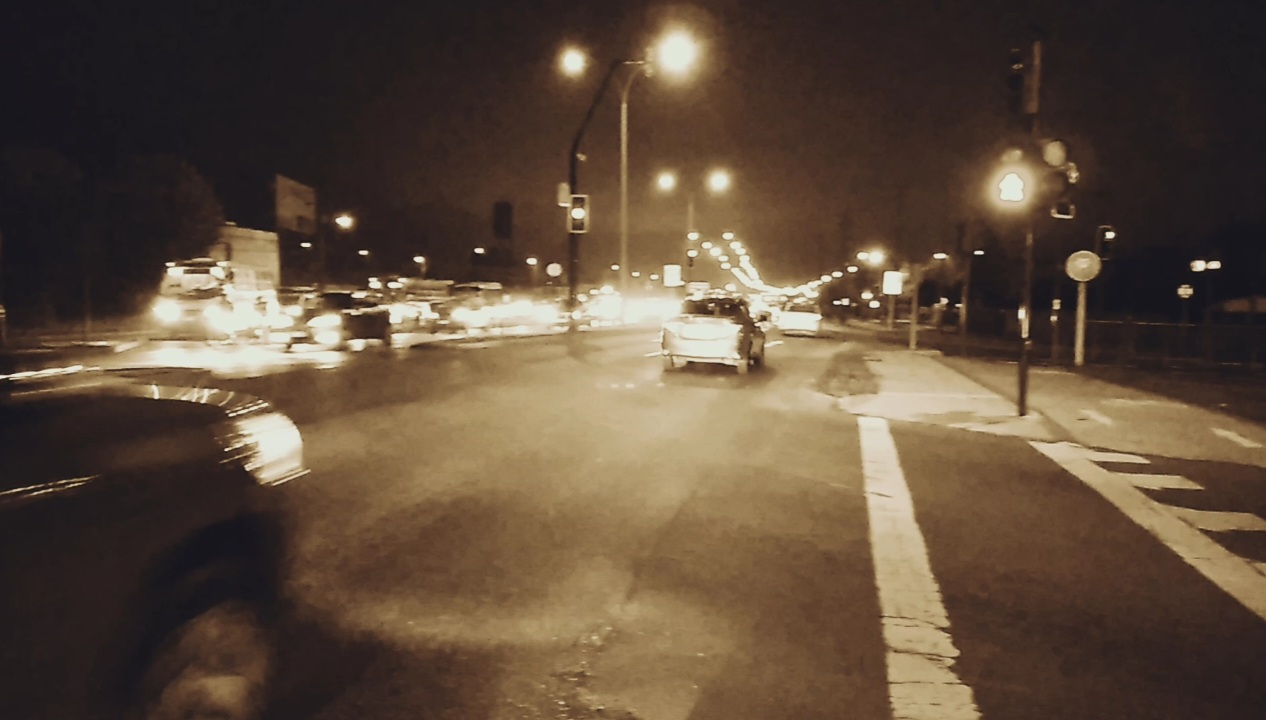
Intersección de las avenidas Manuel Recabarren (ruta S-40) y Francisco Salazar, en el macrosector Amanecer de Temuco.

### Carreteras
La conurbación se encuentra conectada a todo el país por la Ruta CH-5, que está al oriente del área metropolitana; a la costa por la Ruta S-40, que la comunica con Nueva Imperial, Carahue, y Puerto Saavedra; a la cordillera por el camino a Vilcún; y a Chol Chol por la Ruta S-20. Diversas empresas de buses la comunican con todos los destinos del país y también a ciertos lugares de Argentina.

### Transporte aéreo
Contaba con el Aeropuerto Maquehue, que tenía vuelos a nivel nacional y al sur de Argentina.
El Aeropuerto Internacional La Araucanía fue inaugurado el 29 de julio de 2014. Se ubica a 18 km al sur, en la comuna de Freire, con mayor capacidad y modernidad.

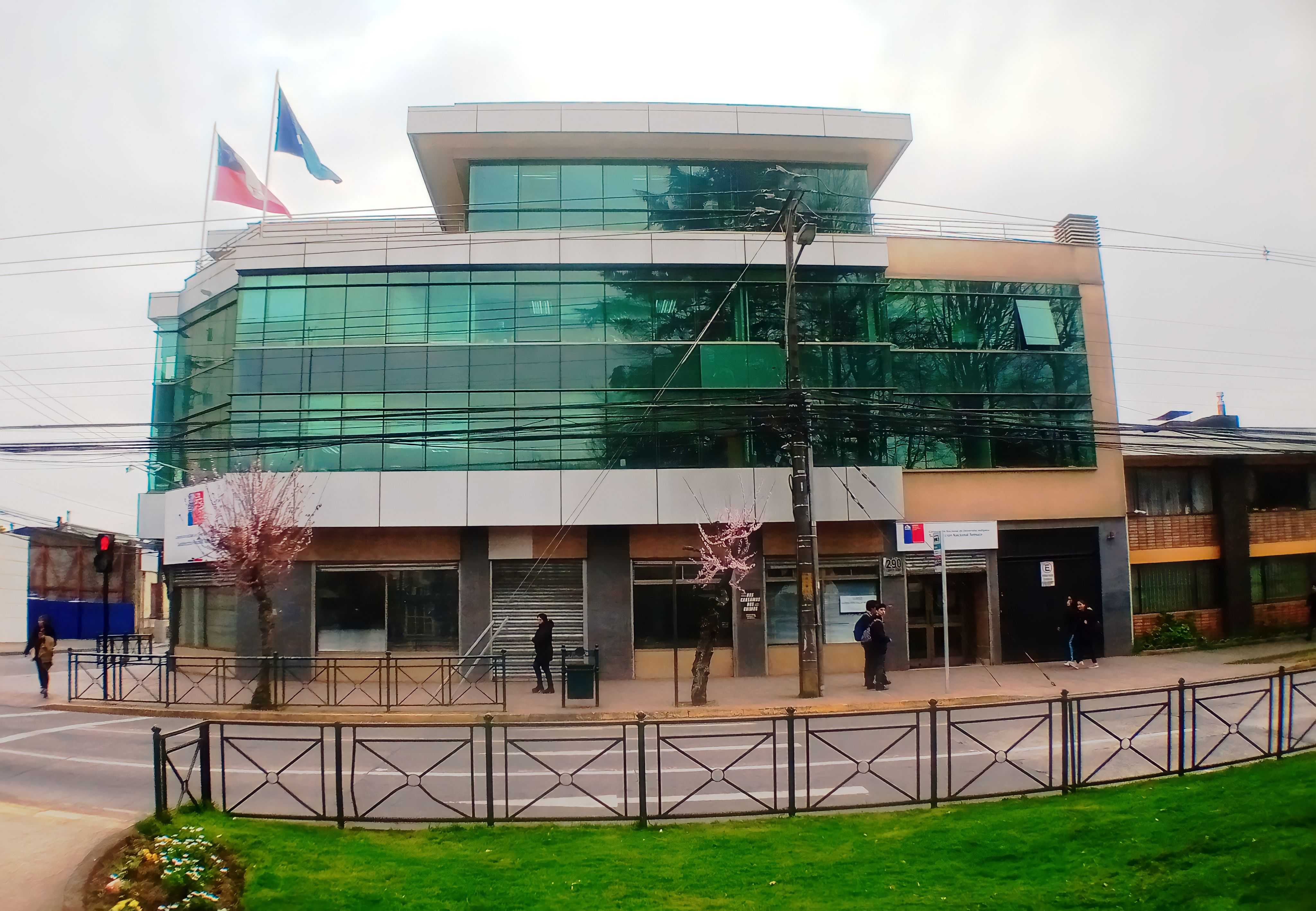
Subdirección nacional de la Conadi en Temuco, ubicada frente a la plaza Teodoro Schmidt.

## Áreas

### Parques
Se posee el parque nacional Cerro Ñielol donde se puede hallar una gran cantidad de árboles nativos de la zona. También cuenta con restaurante, miradores, senderos, y estacionamientos.
También está el parque del Estadio Germán Becker con una capacidad de 20 mil espectadores.
Los demás parques son, Isla cautín, Parque costanera Cautín, Parque Langdon, Parque Amanecer, y Parque Corvalán en Padre Las Casas.

### Independencia comunal de Padre Las Casas
El 2 de junio de 1995, se publicó el Decreto Ley N.º 19.391 del Ministerio del Interior que dio origen a la unidad administrativa de Padre Las Casas (antiguo barrio de Temuco).
Se encuentra en el sur del área metropolitana, dividida de Temuco por el río Cautín, unida por dos puentes. Está en construcción un tercer viaducto. Sus principales arterias viales son Maquehue y Guido Beck de Ramberga. La comuna ha sufrido un gran crecimiento en los últimos años gracias a la inmigración. Su población mapuche es numerosa.[cita requerida]

## Atractivos turísticos

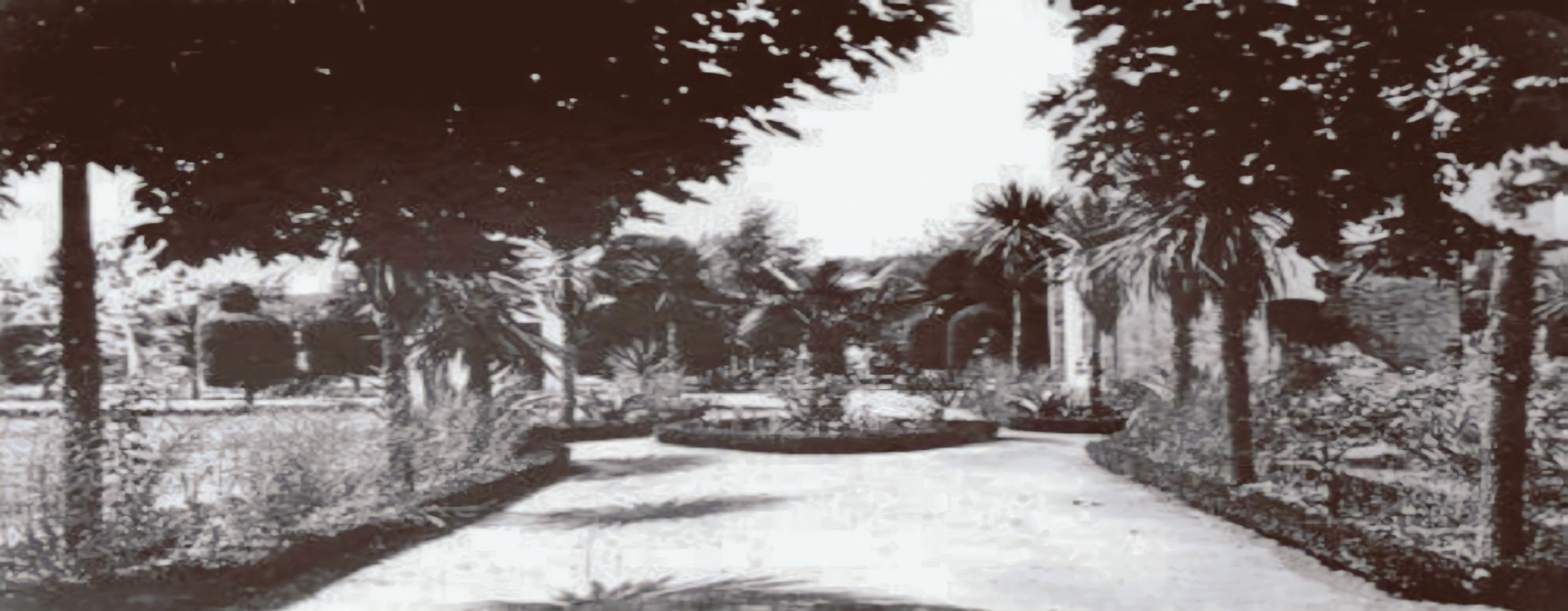
El Cementerio General de Temuco en 1925.

La conurbación posee muchos lugares de interés a nivel nacional e internacional, lo que lo convierte en una ciudad turística, por poseer muchos parques, modernos recintos, para muchos el mercado y estadio más lindo de Chile, el autódromo más moderno del país, el cerro ñielol, único cerro con mucha variedad de flora, fauna y árboles nativos dentro de un radio urbano, etc. Y también porque se encuentra en una región turística, cercana a Pucón, Villarrica y Caburgua, ubicadas a una hora al sureste de la ciudad, en zona lacustre.
Actualmente, existe un gira en la ciudad, que recorre muchos lugares turísticos. Es gratuito y se realiza todos los martes, viernes y sábados del año. Esta iniciativa es organizada por la Municipalidad de Temuco.

### Museo Nacional Ferroviario Pablo Neruda
El Museo Nacional Ferroviario Pablo Neruda, inaugurado el 24 de febrero de 2004, es un trozo de historia detenido en el tiempo. Su valoración está presente en el corazón de muchos hombres y mujeres, que vivieron la época de esplendor de este complejo ferroviario, o en quienes desean conocer de los orígenes de esta joven ciudad. Fue propiedad de la Empresa Ferrocarriles del Estado de Chile hasta 2001, año en que fue traspasado a la Municipalidad de Temuco.
El Museo Nacional Ferroviario dispone de un convoy a vapor, el cual se encuentra habilitado para realizar viajes turísticos con capacidad para 250 pasajeros.
Su estructura está compuesta por una Locomotora Baldwin tipo 80, de procedencia norteamericana, que fue fabricada en Filadelfia el año 1940 y prestó servicio hasta 1980.
También el museo posee una casa de máquinas donde se pueden apreciar todo tipo de locomotoras de ese tiempo.

### Museo Regional de la Araucanía
Creado en 1940, su principal objetivo es rescatar, proteger y difundir la cultura Mapuche (pueblo indígena que habitaba esta región mucho antes de la llegada de los españoles y cuyos descendientes aún viven allí) a través de su exhibición permanente y diversas actividades de extensión.
El edificio que ocupa actualmente, construido en 1924 como residencia familiar y declarado Monumento Nacional en 1996, es una muestra de la influencia arquitectónica introducida por la colonización europea durante el siglo XIX en esa zona.

### Cerro Ñielol
El Cerro Ñielol es uno de los atractivos más emblemáticos de Temuco. Posee gran significado histórico-cultural para la ciudad, ya que en su interior se localiza “La Patagua del Armisticio”, la cual recuerda la realización del parlamento entre chilenos y mapuche, para acordar la paz.
Es un monumento natural que abarca 89 hectáreas a 200 metros sobre el nivel del mar. Cuenta con cuatro senderos de excursión y, en su cima, con un hermoso mirador. Posee pequeñas lagunas, miradores, sitios para pícnic, juegos infantiles, centro de información ambiental y un restaurante con gran vista a la ciudad.
Su bosque nativo está compuesto por laurel, raulí, coigüe y roble, árboles entre los que crece nuestra flor nacional, el copihue. Existe también abundante fauna, destacan la bandurria, tiuque, zorro, chilla y el monito del monte, este último el marsupial más pequeño del mundo.
En su cumbre se encuentra el Observatorio Vulcanológico de Los Andes del Sur y es la única área silvestre protegida de Chile que se sitúa en el radio urbano de una ciudad

### Parque y Estadio Germán Becker
Parque Estadio Municipal Germán Becker es un recinto deportivo y parque recreativo en el cual se puede encontrar grandes áreas verdes, canchas de tenis, fútbol, basketball, atletismo y una serie de juegos para ejercitar el cuerpo y pasar un buen rato con la familia y amigos. Cuenta Además con una piscina olímpica, la cual durante el verano realiza cursos de natación y se habilita para el público. También, dispone de una cancha de golf en miniatura.

### Mercado Municipal de Temuco "Mercado Modelo"
Inaugurado en abril del año 1929, el Mercado Municipal era un lugar tradicional de venta de productos artesanales mapuche y por lo tanto, era visita obligada en el centro de Temuco. Se ofrecían productos de textilería, platería, tallados en madera y antigüedades. Además existían numerosos restaurantes donde se preparaban platos de la gastronomía típica criolla y productos del mar.
El día 20 de abril de 2016 un feroz incendio arrasó con el mercado en su totalidad, quedando completamente en ruinas. Actualmente la municipalidad de Temuco ha anunciado la iniciación de proyectos para comenzar la reconstrucción del "Mercado Modelo"

### Mall Portal Temuco
Con cerca de 140 mil metros cuadrados construidos, en total, Portal Temuco posee más de cien locales comerciales, seis salas de cine correspondientes a Cineplanet, dos grandes tiendas y Hipermercado Jumbo. Ubicado en el centro neurálgico de la Avenida Alemania y a cinco minutos del centro de la ciudad, es uno de los centros comerciales más importantes del país y único en la Región de La Araucanía.

### Isla Cautín
Es un área verde importante de la ciudad donde se emplazan espacios públicos de esparcimiento social y deportivo, organizados en torno a una gran pradera central de libre uso que ofrece la panorámica del paisaje y la geografía circundante. Dentro del espacio público se pretende orientar sus funciones a un carácter multicultural y sustentable, como un lugar de encuentro para los diversos actores, etnias y grupos sociales de la ciudad y la región. La primera parte del proyecto fue entregada en abril de 2022.

### Casino Dreams Temuco
Dreams Casino, Hotel & Spa, es un completo centro de entretenciones de 36 mil metros cuadrados. Cuenta con 580 máquinas de azar, 36 mesas de juego y 352 posiciones de bingo. El hotel cinco estrellas posee 96 habitaciones distribuidas en cinco pisos. En el bulevar se han dispuesto seis restaurantes de especialidad y temáticos. Además, es posible encontrar en su interior un centro de convenciones, discotheque, spa y tiendas como El Mundo del Vino y Artesanías de Chile.

### Autódromo Interlomas
El Autódromo Interlomas se inauguró en 1996 y albergó en varias ocasiones el campeonato Kem Extreme de Fórmula 3, fecha del campeonato nacional de TC 2.000 Sport Nacional y el Turismo 600 Regional. Dentro del predio existe una pista profesional de karting, en la que han participado competidores de todo el país.
El Interlomas, ha sido anfitrión de carreras de varias categorías de automóviles. Su atrayente circuito pavimentado, curvas y contracurvas, zonas despejadas y arboladas tienen un gran atractivo para los corredores.
Sus comienzos estuvieron relacionados con el entusiasmo de un grupo de deportistas “tuercas” que trabajaron arduamente para el logro de un terreno, el trazado de la pista y, posteriormente, para conseguir competencias internacionales que lo hicieran conocer al mundo.
Aquí se destacaron a lo largo de los años sus sectores de boxes y tribunas. Aventajaban a los del resto de los circuitos de competencia, que no eran los adecuados. Eso posibilitó la concurrencia de gran cantidad de público aficionado.

### Plaza de armas Aníbal Pinto
Moderna obra proyectada como centro de interés turístico, destacándose el Monumento a la Araucanía y sus fuentes de agua. Cuenta con una sala de uso múltiple para exposiciones y conferencias (actualmente una galería de arte), además de una plataforma para música.
Rodeando esta hermosa área verde se encuentran construcciones de envergadura como la torre Campanario, la Municipalidad de Temuco, la Iglesia Catedral, el edificio Intendencia, numerosos bancos y tiendas comerciales.

### Feria Pinto
Mercado al aire libre construido en 1945 y emplazado en el sector de la Estación de Ferrocarriles, con el propósito de crear un centro de acopio y comercialización de los productos agrícolas generados en la zona.
Está compuesta por 700 locales distribuidos en tres cuadras, en los cuales podrá encontrar frutas, verduras, carnes, lácteos, legumbres y artesanía. También se ubica frente a la Estación de Ferrocarriles.

### Casa de la Mujer Mapuche
Creada con el fin de fomentar la producción y comercialización de artesanía textil, alfarería y orfebrería, reúne a mujeres de distintas comunidades indígenas de la región las cuales mantienen las técnicas y diseños transmitidos por generaciones, lo que garantiza su carácter patrimonial y la continuidad de una manifestación cultural propia.

### Mall Vivo Outlet Temuco
Está ubicado en la avenida Los Poetas, a doscientos setenta metros de la intersección con la calle Las Quilas. Cuenta con diez mil metros cuadrados de tiendas y estacionamientos para quinientos vehículos. Tiene salas de cine, patio de comidas y juegos infantiles. Se inauguró en septiembre de 2017.

### Galería de arte Plaza Aníbal Pinto
Sala de exposiciones ubicada en la plaza de armas, donde pintores, escultores, dibujantes, fotógrafos y otros artistas presentan sus obras.

### Plaza Manuel Recabarren
Se ubica en el lugar mismo donde, el 24 de febrero de 1881, Manuel Recabarren (por quien lleva su nombre) fundó la ciudad. Posee un monumento ecuestre de Bernardo O'Higgins, levantado para conmemorar el Bicentenario de la República; y estacionamientos subterráneos.

### Eco Parque Corcolén
Terreno de 1,5 hectáreas ubicado entre las calles Las Quilas y Los Jazmines, y la tienda Easy de la ciudad de Temuco, en el sector Las Quilas. El lugar pertenecía al Instituto de Previsión Social y fue traspasado a la Municipalidad en comodato. Su construcción tuvo un costo de 151 728 000 pesos chilenos (272 000 dólares estadounidenses de 2014). Posee cierre perimetral, casetas de control de acceso, mobiliario urbano, luminarias, máquinas de ejercicio, áreas de descanso, de servicios, estacionamientos, baños públicos, senderos y una pasarela peatonal.
También cuenta con un depósito de deshechos electrónicos, un contenedor marítimo de doce metros de largo en donde se pueden tirar microondas, monitores, computadores, impresoras, videograbadores, calculadoras, radios, celulares y cargadores, entre otros artículos. Este punto de reciclaje fue posible gracias al trabajo de la Municipalidad de Temuco junto a las empresas Chilerecicla y LG Electronics. Los residuos son llevados a la planta de Chilerecicla, ubicada en Chillán, donde se desensamblan las partes.
El nombre Corcolén viene de la Azara serrata, especie en peligro de extinción que fue encontrada en el lugar mientras se construía el parque.
Se encuentra abierto a la comunidad desde las ocho de la mañana hasta las veinte horas (UTC-4 durante los meses de invierno y UTC-3 el resto del año).

## Medios de comunicación
Históricamente los medios escritos regionales han sido varios. Hoy día la conurbación tiene El Austral de Temuco, El Labrancino y el Correo del Cautín como medios escritos de periodicidad permanente en papel impreso. En cuanto a medios electrónicos escritos, aparecen medios como AraucaniaDiario ProAraucanía.cl, Labranzino.cl, Clave9.cl y Araucanianoticias.cl y el diario ciudadano de La Araucanía, La Opinión. En cuanto a otros medios, el Canal 13 (VTR) Universidad Autónoma de Chile Televisión es sólo señal de cableoperadora VTR en frecuencia 13 sumándose presencia a través del cable desde Concepción a Chiloé y en la Región Metropolitana además de señal en línea a través de su página web; el segmento local de los noticias de TVN (Red Araucanía) y varias radios informativas como Araucana, Frontera y Bio Bio.

### Radioemisoras

#### FM
- 88.1 MHz Radio Bío-Bío
- 89.3 MHz UFRO Radio
- 90.3 MHz Radio Pudahuel
- 90.9 MHz Radio Mirador
- 91.3 MHz Radio Infinita
- 92.1 MHz ADN Radio Chile
- 92.9 MHz Los 40
- 93.5 MHz Rock & Pop
- 94.3 MHz La Metro Araucanía
- 94.7 MHz Radio Universal (Pitrufquén)
- 95.1 MHz Radio Edelweiss
- 95.5 MHz Radioactiva
- 95.9 MHz Radio Araucana
- 96.7 MHz Pauta FM
- 97.9 MHz Radio Armonía
- 98.5 MHz Positiva FM
- 99.5 MHz FM Dos
- 100.7 MHz El Conquistador FM
- 101.3 MHz Radio Esperanza
- 101.7 MHz Radio Punto 7
- 102.5 MHz Romántica FM
- 103.1 MHz Radio Cooperativa
- 103.9 MHz Radio Agricultura
- 104.7 MHz Radio Futuro
- 105.7 MHz Corazón FM
- 106.3 MHz Radio Carolina
- 106.7 MHz Radio Playback
- 106.9 MHz Nuevo Tiempo
- 107.1 MHz Radio Pelom
- 107.3 MHz Liceo Politécnico Pueblo Nuevo
- 107.5 MHz Radio Pulmahue
- 107.7 MHz Radio Temuco
- 107.9 MHz Radio Única

#### AM
- 640 kHz Radio Colo Colo
- 770 kHz Radio 770 AM
- 920 kHz Radio Nueve Veinte
- 1010 kHz Radio La Señal
- 1110 kHz Radio La Frontera
- 1160 kHz Radio Baha'i
- 1220 kHz Radio María
- 1270 kHz Radio Mirador
- 1370 kHz Radio Sinaí

### Televisión
TDT
- 4.1 - Canal 13 HD
- 4.2 - T13 En Vivo
- 5.1 - Mega HD
- 5.2 - Mega 2
- 6.1 - TV+ HD
- 6.2 - TV Más 2
- 6.3 - UCV TV
- 7.1 - TVN HD
- 7.2 - NTV
- 11.1 - Chilevisión HD
- 11.2 - UChile TV
- 13.1 - La Red HD
- 13.2 - La Red 2
- 14.1 - TVR
- 14.2 - Apocalípsis TV
- 14.3 - FM Plus
- 14.4 - Tevex
- 16.1 - Nativa TV HD
- 16.2 - UATV HD
- 21.1 - Nuevo Tiempo HD1
- 21.2 - Nuevo Tiempo HD2
- 29.2 - Bío Bío TV HD
- 35.1 - Abajo e' la Línea
- 38.1 - Ufrovisión HD1
- 38.2 - Ufrovisión HD2
- 43.1 - TEC TV HD
- 43.2 - TEC TV SD1
- 43.3 - TEC TV SD2
- 50.1 - UCT HD
- 50.2 - UCT SD
- 50.3 - UCT One Seg

Por cable
- 13 - UATV (VTR)
- 34 - UATV (Telefónica del Sur)
- 48 - Ufrovisión (Telefónica del Sur)
- 55 - TEC TV (Telefónica del Sur)
- 61 - UCT Araucanía (Telefónica del Sur)

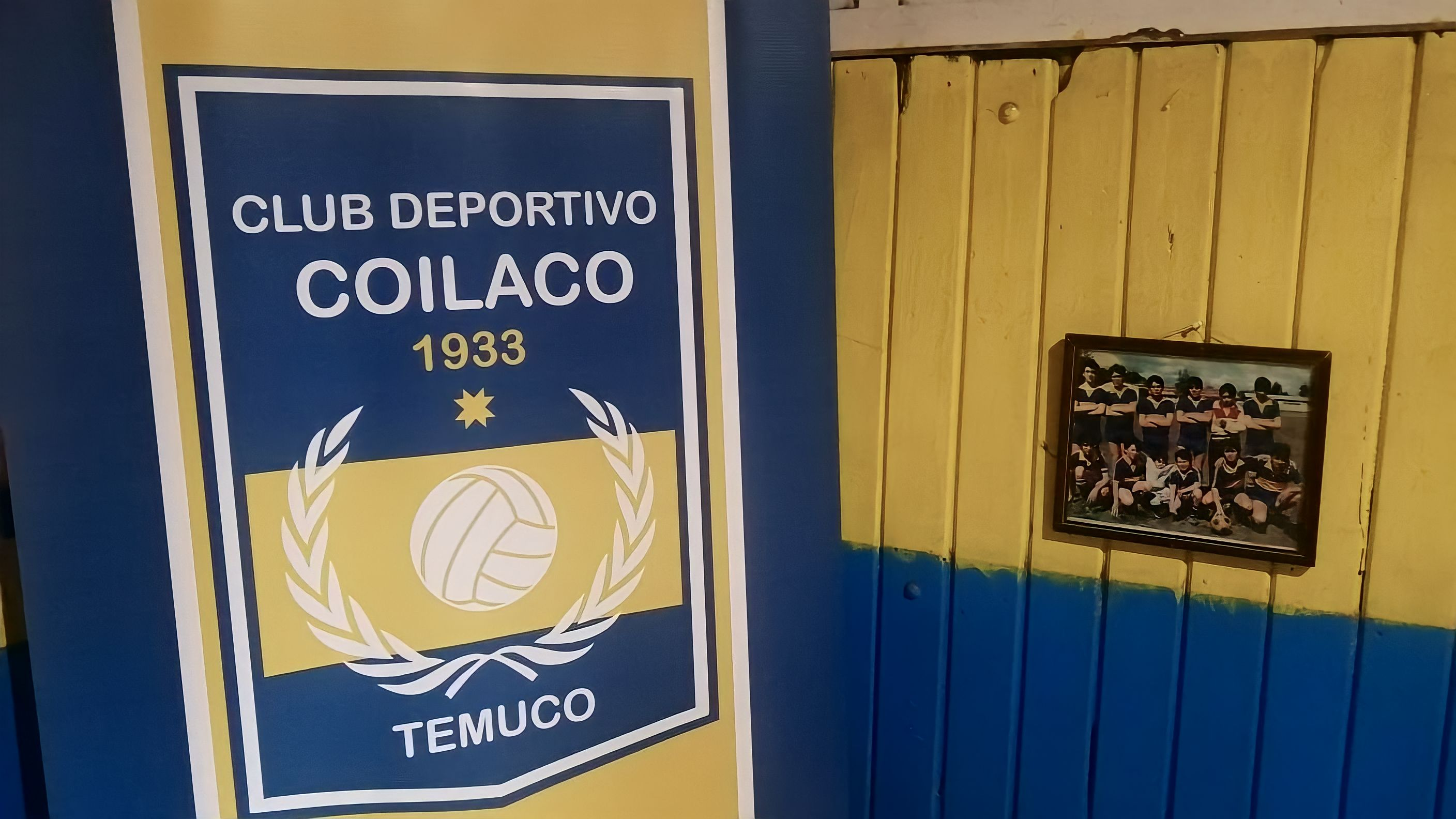
Escudo y foto histórica del Club Deportivo Coilaco.

- 782 - UATV (Mundo)

IPTV
- 181 - UATV (Zapping)

## Deportes

### Equipo de fútbol profesional
El Club de Deportes Temuco, fundado el 22 de febrero de 1960, tiene su sede en esta ciudad, milita en la Primera División de Chile y ejerce su localía en el Estadio Bicentenario Germán Becker. Ha sido campeón de Primera B dos veces, lo mismo que del Campeonato de Apertura de Segunda División, una vez campeón del Campeonato Regional de Fútbol, una vez ganador de la Pre-Liguilla Libertadores y una vez subcampeón de la Tercera División de Chile.

En 1965 se fusiona con el club Green Cross (equipo de Santiago fundado el 27 de junio de 1916), el cual en su trayectoria anterior a la fusión obtuvo dos veces el campeonato de Segunda División y una vez el de Primera División; De dicha fusión nace Green Cross - Temuco, club reconocido en la historia del fútbol chileno.
Debido a graves problemas financieros, el club en 1984 debió cambiar su nombre (sin romper la fusión) a "Green Cross - Cautín" y en 1985 vuelve a su nombre original, a Deportes Temuco, denominación que mantiene en la actualidad.
En el año 2012 la ANFP ratificó los títulos de Green Cross para el actual Deportes Temuco, debido a la fusión entre ambos clubes, por lo cual en la actualidad aquellos títulos son parte de Deportes Temuco y además se ratificó como fecha de su fundación, la perteneciente a Green Cross, es por ello que en la actualidad el equipo tiene 97 años oficialmente.
Hasta 2005 jugó en la Primera División de Chile, año en que descendió. En 2016, regresó a la máxima categoría. Es el equipo histórico y popular de la ciudad, reconocido por ser el club de provincia que ha llevado más público en el país en los últimos 20 años; Por delante de él en esta estadística, están los llamados "3 grandes" de Santiago (Récord que aún mantiene pese a haber estado 4 años en la Tercera División y 1 año y medio en la Segunda División Profesional).
En mayo de 2013, Deportes Temuco absorbe a Unión Temuco, club que jugó en la ciudad entre los años 2008 y 2013, en su corta historia fue campeón de la Tercera División en 2008 y en su último año jugó en la Primera B, cupo que por la absorción pasó a ocupar Deportes Temuco.

### Otros clubes deportivos
- Deportivo Colón de Padre Las Casas.[41]
- Provincial Temuco de Temuco

### Sede de importantes acontecimientos deportivos
Temuco ha sido sede de importantes acontecimientos o mundiales deportivos, siendo estos: La Copa Mundial Femenina de Fútbol Sub-20 de 2008, la final de la Copa Chile 2012-2013, importantes amistosos de los equipos más grandes de Chile, Eliminatorias Sudamericanas Mundial de Rugby Inglaterra 2015, Trofeo Mundial de Rugby Juvenil 2013.
También fue sede de la Copa América 2015, disputada en Chile entre el 11 de junio y el 4 de julio de dicho año. Los partidos se jugaron en el estadio Germán Becker y fueron los siguientes:

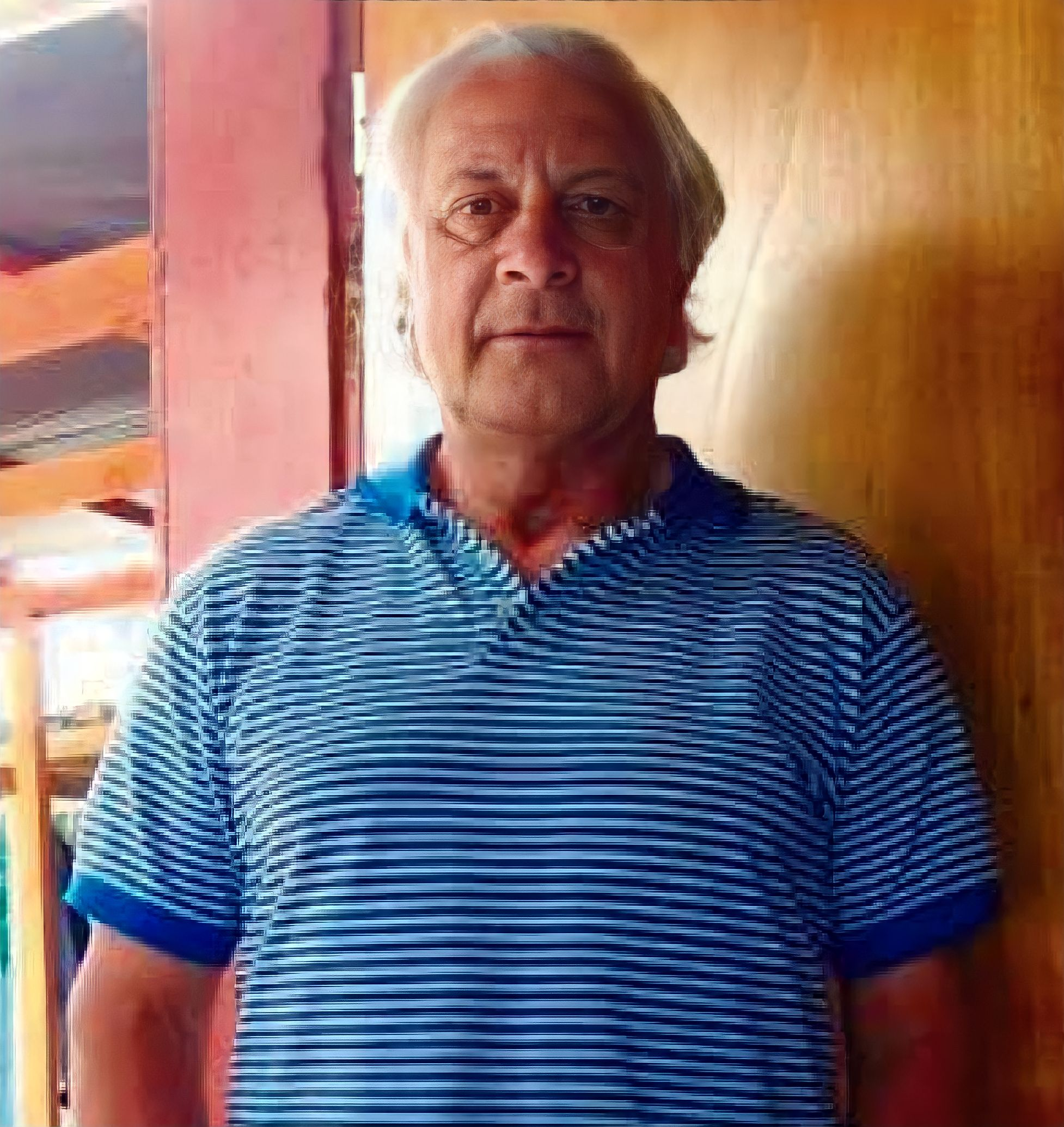
José Muños, exfutbolista del Club Deportivo Coilaco.

| Fecha                       | Fase                   | Equipo   |                     | Resultado |                 | Equipo | Espectadores |
| --------------------------- | ---------------------- | -------- | ------------------- | --------- | --------------- | ------ | ------------ |
| Domingo 14 de junio de 2015 | Primera Fase (Grupo C) | Brasil   | Bandera de Brasil   | 2:1       | Bandera de Perú | Perú   | 16.342       |
| Domingo 21 de junio de 2015 | Primera Fase (Grupo C) | Colombia | Bandera de Colombia | 0:0       | Bandera de Perú | Perú   | 17.231       |
| Jueves 25 de junio de 2015  | Cuartos de final       | Bolivia  | Bandera de Bolivia  | 1:3       | Bandera de Perú | Perú   | 16.872       |

### Futbolistas conocidos y otros deportes
En la región han nacido muchos deportistas, uno de ellos es Marcelo Salas Melinao, actual presidente de Deportes Temuco, campeón de América, Argentina, Chile e Italia, quien fuera una de las figuras del mundial de Francia 98 al anotar cuatro goles en la cita. Otros deportistas temuquenses que han destacado a nivel internacional fueron Raúl Ormeño (quien participó del plantel de Colo-Colo campeón de la Copa Libertadores de América el año 1991), Manuel Iturra y Leonardo Monje.
En el plano del bicicrós, Temuco tuvo campeones mundiales en los años 80.[cita requerida]
Además del fútbol, el básquetbol y el rodeo chileno cuentan con amplia afición en la zona. En el rugby existen tres equipos: son Greenhouse, Rucamanque y George Chaytor.
Actualmente, Temuco tiene representantes en la halterofilia y en el tenis a nivel nacional y sudamericano.[cita requerida]

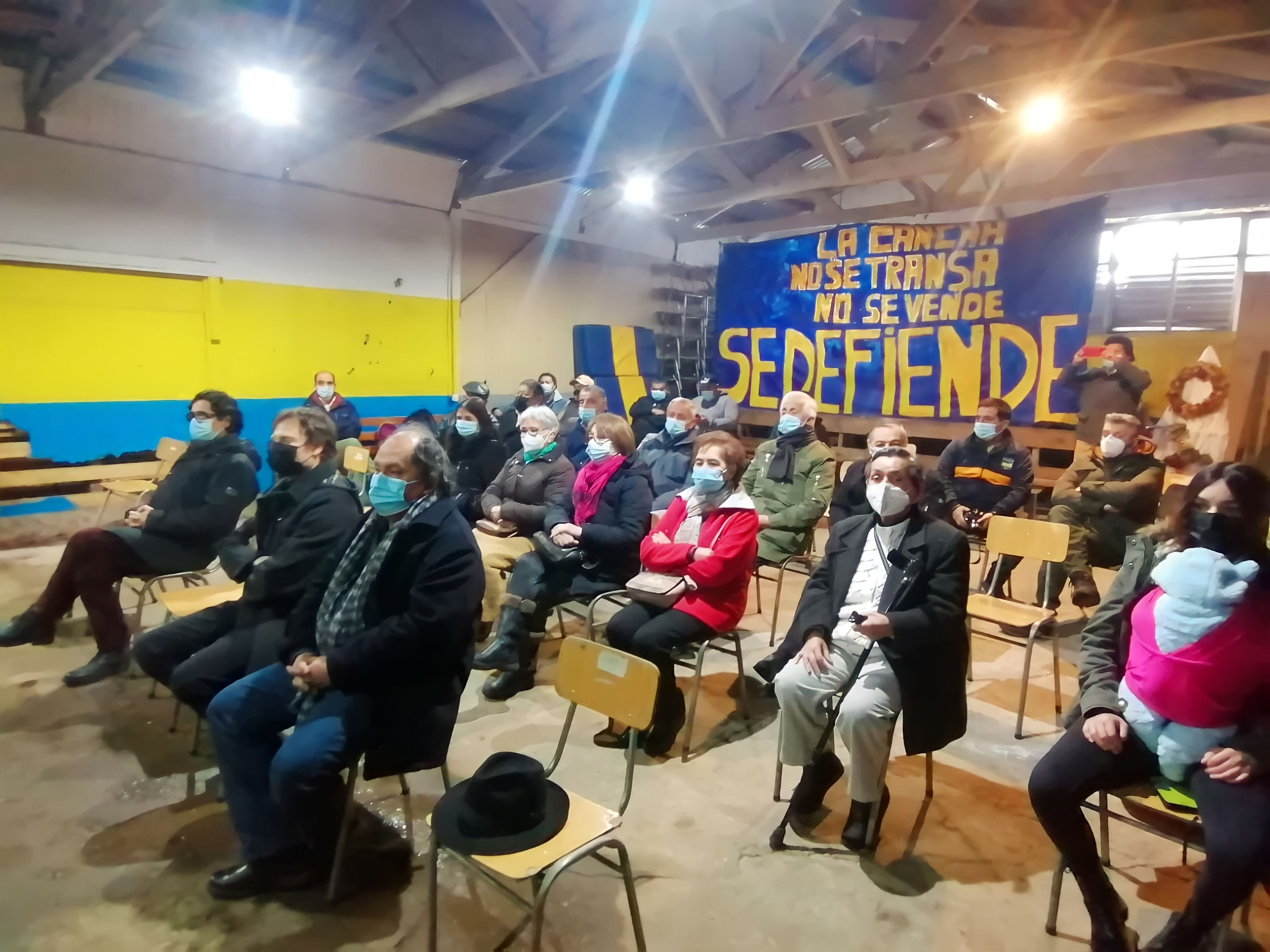
Público en dependencias de la cancha La Bombonera.

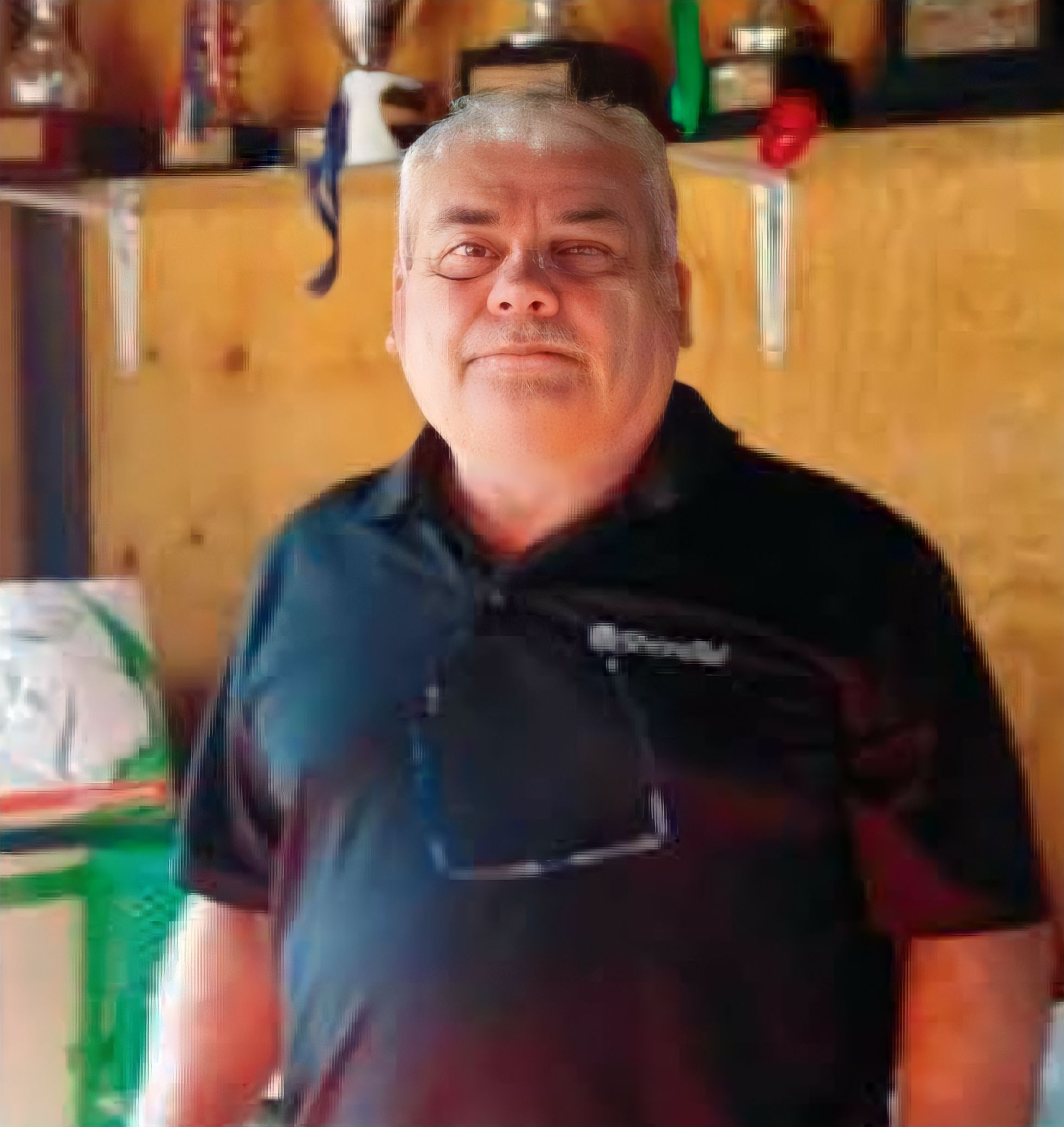
Juan Carlos Latorre, otro exjugador del Deportivo Coilaco.

### Recintos deportivos

#### Complejo Polideportivo Padre Las Casas
Recinto deportivo de la comuna de Padre Las Casas, que posee mil seiscientos metros cuadrados, incluyendo sala de musculación y gimnasio. Tuvo un costo de mil doscientos cincuenta millones de pesos chilenos financiados por el Instituto Nacional de Deportes y el Fondo Nacional de Desarrollo Regional.